# IIIe dynastie égyptienne
v. 2750 AEC – 2675 AEC,
Entités précédentes :
- IIe dynastie

Entités suivantes :
- IVe dynastie

La IIIe dynastie de l'Ancien Empire d'Égypte est une dynastie relativement courte et obscure de l'histoire égyptienne, faisant la transition entre la période thinite et l'Ancien Empire entre environ 2750 et 2675 AEC (certains chercheurs, dont Toby A. H. Wilkinson, considèrent cette dynastie comme la fin de la première période dynastique ; même si la majorité des chercheurs, dont Aidan Mark Dodson, la place au début de l'Ancien Empire). La durée de la dynastie est incertaine, allant de 49 ans à 138 ans selon les chercheurs, tandis que le nombre de rois la composant est aussi l'objet de débats. Les figures emblématiques sont le roi Djéser et Imhotep, respectivement le commanditaire et l'architecte de la première pyramide d'Égypte.

## Souverains de laIIIedynastieégyptienne

### Sources

#### Sources contemporaines
Les sources contemporaines sont relativement peu nombreuses et donnent plusieurs noms de rois. Si, pour les périodes ultérieures, la titulature royale égyptienne est codifiée et est composée de cinq noms, cela n'est pas encore le cas pour la IIIe dynastie : si le nom d'Horus (principal nom à cette période) est clair, un deuxième nom existe, accompagné du titre Nebty et, parfois mais pas systématiquement, du titre Nesout-bity (titre qui, aux périodes ultérieures, introduira le nom principal du roi dans un cartouche) ; le cartouche fait également son apparition (les usages attribués à la IIe dynastie semblent être des contrefaçons ou des artefacts postérieurs mal datés) à cette période, mais son usage et sa rareté font débats ; enfin, le nom d'Horus d'or avait déjà fait son apparition pendant la Période thinite, mais son usage rare ne le rend pas déterminant quant à l'analyse du nombre de rois et de leur ordre de succession,. De plus, ces noms ne sont pas toujours clairement liés les uns aux autres. Enfin, certains artefacts font l'objet de débats, que ce soit pour leur datation ou, particulièrement quand ils sont à l'état fragmentaire, pour leur interprétation. Le seul roi dont la titulature est connue entièrement est Djéser.
Différentes attestations des rois ont été découvertes :
- Netjerikhet (plus connu sous le nom de Djéser/Djoser, bien que ce nom soit postérieur)
  - nom d'Horus : Netjerikhet (de multiples attestations dont des empreintes de sceaux dans la tombe de Khâsekhemouy, montrant qu'il a (ré- ?)enterré le roi, une empeinte de sceau dans la tombe K1 de Beit Khallaf trouvée avec une empreinte de sceau de Khâsekhemouy, ainsi que des empreintes de sceaux dans la tombe K2 de Beit Khallaf avec celles de Sanakht),
  - nom de Nebty : (Nesout-bity)-Netjerikhet-Nebty (attesté sur la statue du serdab du complexe funéraire de Djéser et dans les inscriptions des galeries souterraines sous la pyramide et le tombeau sud),
  - nom d'Horus d'Or : Nebou-Rê/Nebou (attesté sur la statue du serdab du complexe funéraire de Djéser et dans les inscriptions des galeries souterraines sous la pyramide et le tombeau sud),
- Sekhemkhet :
  - nom d'Horus : Sekhemkhet (de multiples attestations dont des vases et des empreintes de sceaux dans la galerie menant aux appartenant funéraires du complexe funéraire conventionnellement attribué à Sékhemkhet)[8],
  - nom de Nebty : Hetep-Ren-Nebty (l'unique attestation est une empreinte de sceau trouvée à Éléphantine)[8],
- Sanakht :
  - nom d'Horus : Sanakht (de multiples attestations dont des empreintes de sceaux trouvées dans une salle du coin nord-est du temple funéraire du complexe funéraire de Djéser et dans la tombe K2 de Beit Khallaf[9]),
  - cartouche : -ka ? (l'unique attestation est une empreinte de sceau, numérotée E 5251, trouvée dans le mastaba K2 de Beit Khallaf avec le nom d'Horus Sanakht)[10],[11]),
- Khaba :
  - nom d'Horus : Khaba (de multiples attestations dont huit bols inscrits et trouvés dans le mastaba Z500 situé à deux-cents mètres au nord de la Pyramide à tranches à Zaouiet el-Aryan[12]),
  - nom d'Horus d'or : Netjer-Nebou (l'unique attestation est une empreinte de sceau, numérotée UC-11755, montrant le nom d'Horus et le nom d'Horus d'or)[13],
- Djeseret-Ânkh-Nebty
  - nom de Nebty : Djeseret-Ânkh-Nebty (l'unique attestation est une étiquette d'ivoire appartenant au mobilier funéraire du commanditaire du complexe funéraire conventionnellement attribué à Sékhemkhet)[8] ; un document un peu postérieur à la dynastie semble citer ce nom sous la forme Téti : dans la tombe G1011 de Mesdjérou à Gizeh datée de la Ve dynastie, une liste de six rois est inscrite quatre fois et présente dans l'ordre Bedjataou (identifié dans les listes royales ramessides à Hotepsekhemouy, premier roi de la IIe dynastie), Téti, Djédefrê, Khâfrê, Sahourê et Néferirkarê,
- Nebka :
  - nom en cartouche : Nebka (l'unique attestation contemporaine est l'un des titres du haut-fonctionnaire Akhetaâ, ayant exercé vers la fin de la IIIe dynastie : prêtre du roi Nebka ; mais ce titre est sujet à débat : Akhetaâ était-il un prêtre servant le culte du roi régnant ou celui d'un roi déjà décédé ?)[14], deux documents un peu postérieurs à la dynastie cite ce nom : un nom de domaine royal formé avec celui de Nebka est listé dans le complexe funéraire du roi Niouserrê (Ve dynastie) et un fonctionnaire de la Ve dynastie, enterré dans un mastaba en contrebas de la chaussée du complexe funéaire d'Ounas, c'est-à-dire juste au sud du complexe funéraire de Djéser, portait le nom basilophore Nyânkh-Nebka[10],
- Qahedjet :
  - nom d'Horus : Qahedjet (l'unique attestation est une stèle de provenance incertaine  (Dahchour selon le vendeur) et achetée par le Musée du Louvre en 1967 (numéro E 25982)[15], mais son attibution à la IIIe dynastie n'est pas certaine, le document daterait en fait plutôt du règne de Snéfrou selon des découvertes ayant eu lieu au cours des années 2020 au Ouadi el-Jarf[16] ou de Thoutmôsis III qui, parmi ses divers noms d'Horus, avait bien celui de Qahedjet accompagné de l'épithète Méry-Rê comme le montrent plusieurs obélisques[17],[18],[19]),
- Houni (la graphie contemporaine est de lecture incertaine mais pourrait être lu Nesout-Hou ; la graphie ultérieure est différente et se lit Houni[20]) :
  - nom de Nebty : Nesout-Hou, précédé du titre Nesout-bity écrit sur un bol découvert dans un mastaba à Abousir[18],
  - nom en cartouche : Nesout-Hou, attesté sur un cône de granit d'Éléphantine (JE 41556) associé à la pyramide provinciale d'Éléphantine, pierre de Palerme[21],[22]), ainsi que dans un nom de domaine du 2e nome de Basse-Égypte sur une inscription dans la tombe du haut-fonctionnaire Metjen[21],[22].

Le tableau suivant peut donc être reconstruit :
|             |                     |                |                        |  |  |  |  |  |  |  |  |  |  |  |  |  |  |  |  |
| Netjerikhet | Netjerikhet-Nebty   | Nébou-Rê/Nébou | -                      |  |  |  |  |  |  |  |  |  |  |  |  |  |  |  |  |
| Sanakht     | -                   | -              | ...-ka, ?              |  |  |  |  |  |  |  |  |  |  |  |  |  |  |  |  |
| Sekhemkhet  | Hetep-Ren-Nebty     | -              | -                      |  |  |  |  |  |  |  |  |  |  |  |  |  |  |  |  |
| Khaba       | -                   | Netjer-Nébou   | -                      |  |  |  |  |  |  |  |  |  |  |  |  |  |  |  |  |
| -           | Djeseret-Ânkh-Nebty | -              | -                      |  |  |  |  |  |  |  |  |  |  |  |  |  |  |  |  |
| -           | -                   | -              | Nebka                  |  |  |  |  |  |  |  |  |  |  |  |  |  |  |  |  |
| Qahedjet ?  | -                   | -              | -                      |  |  |  |  |  |  |  |  |  |  |  |  |  |  |  |  |
| -           | Nesout-Hou          | -              | Nesout-Hou (« Houni ») |  |  |  |  |  |  |  |  |  |  |  |  |  |  |  |  |

#### Sources postérieures à l'Ancien Empire

##### Papyrus Westcar
Le papyrus Westcar, papyrus littéraire datant de la fin de la Deuxième Période intermédiaire mais dont le texte initial date du Moyen Empire au plus tôt, nomme quatre rois successifs : Djéser, Nebka, Snéfrou et Khoufou,,. Cet ordre de succession Djéser-Nebka a fait partie de l'argumentaire de certains chercheurs, cet ordre étant contradictoire avec les sources du Nouvel Empire.

##### Papyrus Prisse
Le papyrus Prisse, papyrus littéraire datant de la fin de la Deuxième Période intermédiaire mais dont le texte initial date du Moyen Empire au plus tôt, est composé de deux traités dont l'un se nomme les Préceptes de Kagemni, parlant du vizir Kagemni ayant exercé successivement sous Houni et Snéfrou.

##### Tombe de Mahou
Un relief de la tombe de Mahou, dépositaire du Trésor du début de la XIXe dynastie, représente successivement les rois Djésernoub (probablement Djéser), Téti, Ouserkaf et a minima un autre roi dont seules les traces d'un cartouche demeurent. L'identification de ce Téti à Djeseret-Ânkh-Nebty est probable par la comparaison avec les listes royales ramessides.

##### Listes royales ramessides
Trois listes ramessides citent les rois de la IIIe dynastie. Ces listes datent de plus d'un millénaire après les règnes de ces rois et plusieurs erreurs s'y sont glissées, sans compter qu'elles ne sont pas parfaitement concordantes les unes avec les autres.
|           |            |                   |  |  |  |  |  |  |  |  |  |  |  |  |  |  |  |  |  |
| Nebka     | -          | Nebka (19 ans)    |  |  |  |  |  |  |  |  |  |  |  |  |  |  |  |  |  |
| Djésersa  | Djéser     | Djéserit (19 ans) |  |  |  |  |  |  |  |  |  |  |  |  |  |  |  |  |  |
| Téti      | Djésertéti | Djéserty (6 ans)  |  |  |  |  |  |  |  |  |  |  |  |  |  |  |  |  |  |
| Sedjes    | -          | Houdjéfa (6 ans)  |  |  |  |  |  |  |  |  |  |  |  |  |  |  |  |  |  |
| Néferkarê | Nebkarê    | -                 |  |  |  |  |  |  |  |  |  |  |  |  |  |  |  |  |  |
| -         | Houni      | Houni (24 ans)    |  |  |  |  |  |  |  |  |  |  |  |  |  |  |  |  |  |

On remarque que le nom Nebka est placé en premier, contrairement au papyrus Westcar, ce qui n'est pas sa place certaine (voir ci-dessous). Si le nom de Djéser est facilement reconnaissable, les noms Néferkarê et Nebkarê ne renvoient à aucun nom connu de la IIIe dynastie (peut-être un nom en cartouche inconnu d'un des rois de la période ressemble à Néferkarê), tandis que les noms Sedjes et Houdjéfa expriment en réalité le fait que le nom écrit sur la source ayant servi à élaborer ces listes est illisible. Enfin, les noms Djéserti et Djésertéti (Téti pouvant en être un diminutif) rappellent le nom de Nebty Djeseret-Ânkh, qui fut longtemps attribué à Sekhemkhet, mais ceci doit être révisé. Une chose est à noter, c'est que le nombre de rois listés est de cinq ou de quatre, ce qui est concordant avec les sources contemporaines et les interprétations et propositions des chercheurs (voir ci-dessous).

##### Statuette du prêtre Iâhmes
Une statuette de la XXVIe dynastie représentant un certain Iâhmes (ou Ahmosé), qui est « prophète du roi du double-pays Netjerikhet-Djéser » et « prêtre de Djésertéti», associant à nouveau Djéser et Djésertéti/Téti, c'est-à-dire Djeseret-Ânkh-Nebty ; cette statuette se trouve aujourd'hui à Berlin et est numérotée ÄM14765.

##### Stèle de la famine
Le nom de Djéser est attesté par de nombreux documents autres que ceux cités précédemment, dont une statue de Sésostris II qui est la plus ancienne attestation de ce nom et des graffiti datant du règne d'Amenhotep Ier jusqu'à la XXVIe dynastie et situés dans le complexe funéraire de Djéser. Cependant, la stèle de la famine de l'île de Sehel, datée du règne de Ptolémée V et réalisée de telle sorte que l'inscription fait croire qu'elle date de Djéser : la titulature contemporaine du roi y est en effet présente, mais la présence du nom Djéser trahit sans l'ombre d'un doute la date postérieure de l'inscription ; cette stèle permet l'identification absolument certaine de l'Horus Netjerikhet avec le roi Djéser des sources postérieures,.

##### Manéthon
Manéthon, écrivant au IIIe siècle av. J.-C., mentionne neuf autres rois (avec la durée de règne) : Necheróphes (28 ans), Tosorthrós (29 ans), Týreis (7 ans), Mesôchris (17 ans), Sôÿphis (16 ans), Tósertasis (19 ans), Achês (42 ans), Sêphuris (30 ans) et Kerpherês (26 ans),. L'association d'un nom grec avec un nom contemporain ou ramesside n'est pas chose aisée, sans compter qu'un tel nombre de neuf rois est très peu probable, malgré tout, certains égyptologues ont fait quelques propositions : Necheróphes est souvent associé au nom Nebka, Tosorthrós à celui de Djéser, Týreis à celui de Téti, Sôÿphis au pseudonyme Sedjes et Achês à celui d'Houni.

### Analyse

#### Fondateur de la dynastie
Si Djéser est incontestablement à situer au début de la dynastie, sa place en tant que fondateur n'est pas certaine : les avis divergent suivant l'interprétation des éléments présentés ci-dessus, notamment concernant l'Horus Sanakht et le roi Nebka. Djéser est généralement vu comme le fils et successeur de Khâsekhemouy, ayant procédé à l'enterrement de ce dernier comme l'attestent les empreintes de sceaux dans la tombe de ce dernier. De plus, alors que la plupart des rois des Ire et IIe dynasties, y compris des rois obscurs et inconnus par ailleurs, se trouvent dans les artefacts inscrits dans la tombe de Djéser à Saqqarah, le seul roi de la IIIe dynastie, hormis Djéser lui-même, cité dans le complexe funéraire du souverain est Sanakht, sur des empreintes de sceaux trouvées dans une salle du coin nord-est du temple funéraire dans le cadre de la fourniture du culte du souverain. Ainsi, pour ces différentes raisons, Djéser est vu comme le fondateur de la dynastie par la majorité des chercheurs,,,,.
Cependant, la position alternative mettant Djéser en tant que deuxième roi de la IIIe dynastie est aussi défendue, notamment par Ilaria Incordino. Non seulement les empreintes de sceaux de Djéser dans la tombe de Khâsekhemouy ne sont pas une preuve d'une succession directe car il aurait pu réaliser un réenterrement, comme ce qui a pu se produire au passage de la Ire à la IIe dynastie où des empreintes de sceaux d'Hotepsekhemouy, premier roi de la IIe dynastie, ont été retrouvées dans la tombe du roi Qâ, malgré le fait qu'il semble que deux rois éphémères (Horus Oiseau et Sneferka) aient régné entre eux,,. L'étude d'Ilaria Incordino, basée sur divers éléments iconographiques, architecturaux et textuels, semble montrer que Sanakht est à situer au début de la IIIe dynastie, et, admettant une succession directe Djéser-Sékhemkhet, l'autrice place Sanakht comme fondateur de la dynastie. Andrzej Cwiek réfute toutefois la validité de cette étude, arguant que deux stèles de Snéfrou (premier roi de la IVe dynastie) du Ouadi Maghara sont très différentes dans leur style et leur exécution malgré le fait qu'elles datent du même règne, limitant ainsi très fortement la portée de l'étude d'Ilaria Incordino.

#### Horus Sanakht, roi Nebka et Horus Sekhemkhet
Comme abordé précédemment, la place de Sanakht fait encore l'objet de débats. Il ne s'agit toutefois pas du seul débat concernant ce roi : en effet, même en admettant une position chronologique postérieure à celle de Djéser, il reste à déterminer sa place chronologique par rapport à Sekhemkhet ; il reste également à déterminer le lien entre l'Horus Sanakht et le roi Nebka ; enfin, l'attribution du complexe funéraire conventionnellement attribué à Sekhemkhet a fait l'objet d'une revue à la suite de la découverte et de la publication dans les années 2000 d'un sceau associant l'Horus Sekhemkhet à son nom de Nebty Hetep-Ren-Nebty ; et ces débats s'alimentent les uns les autres.
Concernant le premier débat, une étude a démontré que les restes de cartouche présents sur l'empreinte de sceau E 5251 du mastaba K2 de Beit Khallaf, inscrit également au nom de Sanakht, étaient celui de Nebka. Sur cette base, faisant remarquer l'absence d'utilisation de cartouche au début de la dynastie et s'appuyant sur le fait que Sekhemkhet était le commanditaire de la pyramide de Saqqarah qui lui est conventionnellement attribuée qui est stylistiquement très proche de celle de Djéser, certains chercheurs ont donc placé Sanakht après Sekhemkhet,. À ceci, il a été ajouté que la vaisselle de pierre inscrite, caractéristique de la Période thinite et des règnes de Khaba et Snéfrou, mais pas des règnes de Djéser et Sekhemkhet, rapproche d'autant ce dernier de Djéser (et Khaba de Snéfrou). A contrario, il a également été remarqué que les empreintes de sceaux de Sanakht ont été retrouvées dans le temple funéraire de Djéser mais aussi dans la tombe K2 de Beit Khallaf en compagnie d'empreintes de sceaux de Djéser, contrairement à Sekhemkhet, complètement absent du tombeau de Djéser et du tombeau K2,. Enfin, il peut être souligné que, si les deux pyramides de Saqqarah sont chronologiquement très proches, un règne court intermédiaire n'est en rien inenvisageable. Si ces éléments ne donnent pas d'arguments décisifs, Toby Wilkinson et Michel Baud ont tous les deux eu tendance à placer Sanakht après Sekhemkhet et Khaba,.
Toutefois, à la suite de la publication d'une empreinte de sceau provenant d'Éléphantine associant Sekhemkhet et son nom de Nebty jusque-là inédit, Hétep-Ren-Nebty, Jean Pierre Pätznick a émis une nouvelle hypothèse concernant le commanditaire de la pyramide de Saqqarah qui est conventionnellement attribuée à Sekhemkhet. En effet, deux noms ont été découverts en deux contextes différents dans cette pyramide : le nom de Nebty Djeseret-Ânkh-Nebty attesté sur une étiquette d'ivoire appartenant au mobilier funéraire du commanditaire du complexe funéraire, et le nom d'Horus Sekhemkhet sur des empreintes de sceaux trouvées dans les couloirs menant aux appartements funéraires et pouvant provenir tout autant du propriétaire de la tombe que de celui qui l'a enterré. Le sceau d'Éléphantine et l'étiquette d'ivoire permettent, ensemble, à Jean-Pierre Pätznick d'éliminer la première hypothèse et donc de choisir la seconde : Sekhemkhet n'aurait fait que fournir le mobilier funéraire de son prédécesseur Djeseret-Ânkh-Nebty. Reprenant alors les différents éléments cités au paragraphe précédent, Jean-Pierre Pätznick résout l'incohérence et place Sanakht en tant que successeur de Djéser, prédécesseur de Sekhemkhet et commanditaire de la pyramide de Saqqarah conventionnellement attribuée à Sekhemkhet.
Aidan Dodson, quant à lui, s'il avait initialement placé Sanakht avant Sekhemkhet dans son ouvrage « The Royal Tombs of Ancient Egypt » dont la première édition date de 2016, il a révisé sa chronologie en plaçant Sanakht après Sekhemkhet dans son ouvrage « The Royal Tombs of Ancient Egypt » publié en 2021. Il n'a cependant pas suivi Jean-Pierre Pätznick quant à la réattribution de la pyramide conventionnellement attribuée à Sekhemkhet. Au contraire, il attribue à Sanakht un monument construit en brique à Abou Rawash et nommé El-Deir,. Quant à Andrzej Cwiek, s'il considère la publication du sceau d'Éléphantine comme importante pour la compréhension de la chronologie de la période, il réfute complètement la réattribution de la pyramide de Saqqarah à Sanakht, jugeant la proposition complètement spéculative.
Enfin, l'association du nom Nebka à l'Horus Sanakht ne fait pas l'unanimité. Par exemple, Nabil Swelim, réfutant la reconstitution de l'empreinte de sceau fragmentaire E 5251 trouvée dans le mastaba K2 de Beit Khallaf, identifie Nebka avec l'Horus Khaba. Plus récemment, Jean Pierre Pätznick a émis l'hypothèse suivante : si Nebka est bien le nom en cartouche inscrit sur l'empreinte de sceau E 5251, son identification à l'Horus Sanakht n'est pas certaine. Au travers de plusieurs éléments (lecture du sceau renvoyant les mentions de Sanakht et de Nebka à deux personnes différentes ; titres d'Akhetaâ, entre autres prêtre de Nebka, très similaires à ceux inscrits dans le complexe funéraire de Djéser ; roi Nebka très vénéré à l'Ancien Empire, etc.), il identifie Nebka à l'Horus Netjerikhet.

#### Roi Houni et Horus Qahedjet
La place d'Houni en tant que dernier roi de la dynastie est certaine : en effet, les sources postérieures, quand elles citent Houni, le placent systématiquement en tant que dernier roi de la dynastie et prédécesseur direct de Snéfrou ; quant aux sources contemporaines, que ce soit l'utilisation du cartouche, la carrière du haut fonctionnaire Metjen ou encore la construction a minima de la pyramide provinciale d'Éléphantine, mise en parallèle de la construction de la pyramide provinciale de Seilah par Snéfrou (les autres pyramides provinciales ayant probablement été construites sous le règne de l'un de ces deux rois), rapprochent le règne d'Houni de celui de Snéfrou, confirmant ainsi les sources postérieures,.
Le principal problème concernant Houni est que son nom d'Horus est inconnu. Pendant longtemps, le nom de d'Horus Qahedjet, attesté uniquement par une stèle de provenance incertaine (Dahchour selon le vendeur) et aujourd'hui au Louvre (numéro E 25982) datée de la IIIe dynastie sur la base d'une étude stylistique, avait donc été placé dans cette dynastie et associé, par défaut, au roi Houni. Cependant, cette attibution à la IIIe dynastie n'est pas certaine, la stèle présenterait en effet beaucoup d'innovations stylistiques dans la représentation du roi et du dieu, innovations dont la plupart ne réapparaîtront qu'au Moyen Empire ou au début du Nouvel Empire, ce qui ferait dater le document plutôt du règne de Thoutmôsis III qui, parmi ses divers noms d'Horus, avait bien celui de Qahedjet, le plus souvent accompagné de l'épithète Méry-Rê comme le montrent plusieurs obélisques,,. Pierre Tallet reconnait que l'attribution de la stèle de Qahedjet à Houni, seul roi sans nom d'Horus de la IIIe dynastie dans le cadre de la théorie d'une dynastie à cinq rois, est facile, surtout depuis les découvertes faites à Éléphantine où tous les rois sont présents et bien représentés par leurs noms d'Horus sur des empreintes de sceaux sauf Houni, qui est, quant à lui, pourtant bien attesté sous ce nom en cartouche sur le cône de granit (JE 41556). Toutefois, il n'est pas d'accord quant à l'attribution de la stèle à Thoutmôsis III. Les attestations du nom d'Horus Qahedjet pour ce roi sur des obélisques sont si ponctuelles et si particulières qu'elles cadrent mal avec cette identification. La découverte dans les années 2020 d'ancres de bateaux à Ouadi el-Jarf, datées du règne de Khoufou et portant le titre Qahedjet, sont en tout cas la preuve que ce titre était déjà utilisé dès la IVe dynastie. De plus, dans la section de la Pierre de Palerme portant sur le règne de Snéfrou, ce dernier est associé au titre Qahedjet. Ainsi, de par la provenance supposée de la stèle et ces différents éléments, Pierre Tallet suppose que la stèle venait de l'un des monuments funéraires de Snéfrou et le représentait donc ce roi, et il explique que si la stèle portait un nom d'Horus différent de celui de Snéfrou habituellement inscrit, Nebmaât, c'est parce que la stèle était située dans un monument tout entier dédié à ce roi et qu'il n'y avait donc aucun doute possible quant au roi représenté.
Jen-Pierre Pätznick, relevant que les sources contemporaines ne donnent que quatre noms d'Horus et que l'Horus Khaba était celui se rapprochant le plus de la fin de cette dynastie, a proposé de faire de ce roi le dernier de la IIIe dynastie, ce qui ferait de Khaba et Houni un seul et même roi. Rainer Stadelmann a également proposé la même chose, remarquant qu'il est étonnant qu'aucun monument en pierre d'envergure n'ait été trouvé comme dernière demeure pour ce roi, alors qu'il est crédité de vingt-quatre ans de règne selon le Canon royal de Turin (même si les durées de règne de ce papyrus doivent être prises avec précaution), et associe donc à Khaba-Houni et la pyramide à tranches. Toutefois, cet avis n'est pas partagé par tous les chercheurs, comme par exemple Dodson qui continue de considérer cinq rois et différencie l'Horus Khaba du roi Houni.

### Conclusion
Même si l'ordre des règnes et le nombre de rois ne sont pas assurés, il ressort qu'ils furent quatre comme le pense Pätznick, ou cinq comme le pense traditionnellement le monde égyptologique, dont Michel Baud, Toby Wilkinson ou encore Aidan Dodson. La séquence suivante est toutefois retenue par les chronologies proposées par les  égyptologues  : Djéser → Sekhemkhet → Khaba →/= « Houni », seule la position de Sanakht étant la plus discutée. De nouveaux éléments doivent être apportés pour pouvoir clarifier la situation.
Le tableau ci-dessous présente les chronologies de quelques chercheurs :
|                      |                      |                      |                      |                              |  |  |  |  |  |  |  |  |  |  |  |  |  |  |  |
| Sanakht = Nebka      | -                    | -                    | -                    | -                            |  |  |  |  |  |  |  |  |  |  |  |  |  |  |  |
| Netjerikhet = Djéser | Netjerikhet = Djéser | Netjerikhet = Djéser | Netjerikhet = Djéser | Netjerikhet = Djéser = Nebka |  |  |  |  |  |  |  |  |  |  |  |  |  |  |  |
| -                    | -                    | -                    | -                    | Sanakht                      |  |  |  |  |  |  |  |  |  |  |  |  |  |  |  |
| Sekhemkhet           | Sekhemkhet           | Sekhemkhet           | Sekhemkhet           | Sekhemkhet                   |  |  |  |  |  |  |  |  |  |  |  |  |  |  |  |
| -                    | -                    | Sanakht = Nebka      | -                    | -                            |  |  |  |  |  |  |  |  |  |  |  |  |  |  |  |
| Khaba                | Khaba                | Khaba                | Khaba                | Khaba = Houni                |  |  |  |  |  |  |  |  |  |  |  |  |  |  |  |
| -                    | Sanakht = Nebka      | -                    | -                    | -                            |  |  |  |  |  |  |  |  |  |  |  |  |  |  |  |
| Qahedjet             | -                    | -                    | -                    | -                            |  |  |  |  |  |  |  |  |  |  |  |  |  |  |  |
| Houni                | Houni (= Qahedjet ?) | Houni (= Qahedjet ?) | Houni (= Qahedjet ?) | -                            |  |  |  |  |  |  |  |  |  |  |  |  |  |  |  |

## État, société, culture

### Capitale
Memphis, nommée alors Jnb.w-ḥḏ.w, signifiant « Murs blancs », est la capitale égyptienne pendant tout l'Ancien Empire, et ce dès la Ire dynastie, comme l'atteste la nécropole de l'élite de l'époque à Saqqarah-Nord, même si les rois d'alors continuaient de se faire enterrer dans la nécropole d'Oumm el-Qa'ab à Abydos, d'où est originaire la royauté. Ainsi, Memphis est déjà une ville relativement développée pendant la IIIe dynastie, bâtie autour de son palais royal et du temple de Ptah, nommée Ḥw.t-kȝ-Ptḥ, signifiant « Château du ka de Ptah ». Malheureusement, on ne connait rien de la ville du IIIe millénaire avant l'ère commune, si ce n'est des fragments de monuments ou des documents découverts hors contexte ou dans des couches archéologiques déplacées lors de travaux réalisées lors des deux derniers millénaires avant l'ère commune. Il semble toutefois qu'aux alentours de la IIIe dynastie, le Nil s'est déplacé vers l'est, diminuant la taille de l'agglomération rive est et augmentant la taille de celle rive ouest, ce qui se traduit par ailleurs par l'abandon de l'immense nécropole d'Helwan rive est. Toutefois, le Nil ne s'étend pas encore totalement déplacé, il est possible que la ville se soit étendue tout en longueur, coincée entre le Nil et le désert. La taille de la ville est cependant certaine, comme semble le montrer l'asphyxie des centres périphériques, à l'exception d'Héliopolis, centre religieux par excellence de l'époque : en effet, là où de nombreux cimetières thinites existaient, à l'ouest du Nil (Abou Rawash, Gizeh-Sud, Zaouiet el-Aryan, Abou Ghorab, Saqqarah) comme à l'est (Héliopolis, Vieux-Caire, Tourah, Maadi, Helwan), il ne reste pendant la IIIe dynastie que Saqqarah-Nord et la zone voisine d'Abousir-Sud qui grossissent, ainsi qu'accessoirement Zaouiet el-Aryan lors du règne de Khâba qui y a construit sa pyramide.
On peut se faire une idée du palais royal à partir des dispositions de l’ensemble funéraire de Djéser à Saqqarah, dont l’enceinte de pierre reproduit sans doute l’image de l’enceinte de briques crues du palais royal, à l’intérieur de laquelle étaient érigées des constructions de structure légère, utilisant largement le clayonnage végétal (décors de faïences bleues imitant les roseaux dans les galeries souterraines de la pyramide). La documentation provenant des tablettes et étiquettes royales, des inscriptions gravées ou peintes sur des vases de pierre, des titres de courtisans laissent entrevoir l’importance du palais comme centre du pouvoir et suggère des espaces différenciés (espaces résidentiels et officiels de la cour, culturels, administratifs, magasins de stockage et ateliers d’artisans). Le temple de Ptah est un autre élément structurant de la ville. Il devait s’étendre entre le palais et l'ancien lit du fleuve. Son « clergé » était constitué de fonctionnaires accomplissant leur service par roulement (il n’existe pas de clergé spécialisé en Égypte avant la seconde moitié du IIe millénaire). Le rôle prééminent joué par les scribes dirigeant l’artisanat d’élite explique sans doute leur rôle dans le temple, où ils exercent la fonction de grands-prêtres. Le troisième point fort de la structure de la ville est le port, dont l’existence est attestée par les titres de fonctionnaires dès le IIIe millénaire.

### Renforcement du pouvoir royal
Le roi, pendant la IIIe dynastie, affirme plus que jamais auparavant son essence divine, en tant qu'incarnation ou représentant du dieu Horus sur terre et dont le palais symbolise le pouvoir. La réflexion sur la nature divine du roi s’exprime aussi dans l’affirmation d’une destinée funéraire radicalement différente de celle des autres hommes, y compris l'élite, par la spécificité de la forme de sa tombe, la pyramide. Enfin la théorie royale fonde une série de rites royaux (naissance, couronnement, jubilé ou « Fête-Sed », etc.) dont nombre des aspects sont attestés dès les plus anciens documents provenant de Hiérakonpolis, Abydos, Saqqarah. Le roi est aussi le garant de l’ordre du monde et doit en conséquence organiser un culte aux dieux (fonder des sanctuaires, veiller à leur fonctionnement, les entretenir), assurer prospérité, justice et protection pour le double pays, étendre au plus loin « l’ordre à la place du chaos ». Cela fonde l’autorité d’une administration qui n’agit « qu’au nom du roi » dans toutes ses tâches et à tous les échelons. Le corps social n’est organisé qu’en fonction de l’institution royale.

#### Titulature royale
L'évolution dans la titulature royale, emblématique de la monaschie, permet de prendre la mesure des changements idéologiques ayant eu cours à cette période. En effet, pour le nom d'Horus, alors que les premiers rois portent des noms d'animaux (Scorpion, Narmer/Poisson-Chat) ou des noms guerriers (Aha « Le Combattant », Djer « Le Fort », Qâ « L'Élevé de bras », c'es-à-dire la frappe puissante), la IIe dynastie inaugure une vision plus intellectuelle de la royauté, s'exprimant au travers de qualités emblématiques (Sekhemib « Puisant de cœur », c'est-à-dire d'intelligence), de liens privilégiés avec le monde divin (Nynetjer « 	Celui qui appartient au dieu », Nebrê « Rê est son seigneur (?) ») ou des réalisations qui incombent par essence au monarque telles que le maintien de l'unité du pays (Hotepsekhemouy « Les Deux Puissants (Horus et Seth) sont réconciliés », Khâsekhemouy « Les Deux Puissants (Horus et Seth) sont apparus »). La IIIe dynastie s'inscrit dans ce mouvement : Netjerikhet (Djéser) est « Divin de corps » et Sekhemkhet est « Puissant de corps » qui sont des qualités emblématiques du roi ; Khâba est « (Celui dont) le ba est apparu », deux éléments propres aux sphères royales et divines, le ba étant un mode de manifestation de la personne royale en relation avec la puissance, le pouvoir, tandis que khâ(ou) désigne au sens premier l'apparition, le lever de l'astre solaire ; Sanakht est « Le protecteur puissant », désignant la force physique dans un sens militaire.
Le titre de l’or, apparu dès la Ire dynastie (bien qu'il puisse s'agit alors plus d'un symbole royal plutôt qu'un titre) et qui se transformera plus tard en un véritable nom d'Horus d'or, symbolise peut-être la divinité royale, l'or étant la chair des dieux et un métal solaire par excellence. Il symbolisait peut-être également la ville de Noubet, « Celle de l'or », patrie du dieu Seth, l'autre grand dieu royal de l'époque avec Horus ; ce titre avait donc peut-être une autre dimension par rapport au reste de la titulature, celle de la réconciliation des antagonismes divins pour la maintien de l'ordre cosmique et social. Si le nom d'or de Djéser, Nebou-Râ, soit « Le soleil d'or », n'est peut-être encore qu'un symbole royal plutôt qu'un titre, celui de Khâba est indubitablement un nom d'Horus d'or : un faucon perché sur un étendard représentant le signe de l'or, donnant ainsi Bik-Nebou « Le faucon d'or », bien que le faucon puisse signifier netjer (dieu), donnant ainsi Netjer-Nebou « Le dieu d'or ». Si la signification exacte du nom reste incertaine, il aura de l'avenir, les noms d'Horus d'or des dynasties suivantes de l'Ancien Empire reprendront celui de Khâba, soit en ajoutant un ou deux faucons, soit en l'accompagnant d'un autre symbole (nefer, sekhem, netjer, hedj, djed, ouadj, sema), voire en remplaçant le faucon par trois fois le symbole sekhem comme a pu le faire Néferirkarê Kakaï de la Ve dynastie.
Enfin, le cartouche qui entoure l'un des noms du roi, s'il n'est pas à proprement parler un titre, est un symbole de protection, gage d'éternité. Ce cartouche est voué à une grande postérité car c'est dans celui-ci que seront inscrits les deux principaux noms de la titulature : le nom de Nesout-bity et le nom de Sa-Rê. Si les attestations du cartouche initialement datées de la IIe dynastie semblent ne pas être contemporaines ou être des faux, les premières attestations sont datées de la IIIe dynastie avec une empreinte de sceau fragmentaire inscrit avec le serekh de Sanakht associé à un cartouche qui devait entourer le nom Nebka (associé à Sanakht pour certains,,, et à Djéser pour Jean-Pierre Pätznick), ainsi qu'un cône en granit découvert de Houni, dont nom inscrit qui était par ailleurs précédé du titre de Nesout-bity. Le cartouche est un symbole royal, issu du monde divin, qui contribue à séparer le monarque du commun des mortels. Avant le cartouche, les créations royales portaient rarement le nom de leur commanditaire, et, si c'était le cas, alors le nom du souverain était le plus souvent précédé des titres Nesout-bity et Nebty. Dès la fin de la IIIe dynastie, c'est ainsi, dans les titres des prêtres, par ce nom qu'est désigné le roi dont on sert le culte funéraire (comme Metjen avec le culte de Nebka), et par ce nom que les monuments royaux étaient signés, leurs noms comportant ainsi le nom du souverain (comme la pyramide provinciale d'Éléphantine avec Houni, ainsi qu'un domaine funéraire attesté sur la pierre de Palerme, dans une case-année de Néferirkarê Kakaï). Si le nom de Nebty, précédé du titre Nesout-bity et Nebty, et le nom en cartouche étaient identiques sous Houni, ces deux noms se distingueront dès le règne de son successeur Snéfrou, son cartouche étant précédé alors du titre Nesout-bity.

#### Roi prêtre
Le roi d'essence divine a pour tâche primordiale de préserver l'équilibre légué par les dieux, harmonie de la création qui concerne aussi l'ordre social, la paix intérieur et la protection des frontières. Si massues et palettes de la fin de la Période prédynastique proclamaient déjà ceci, la monumentalisation des œuvres sous la IIIe dynastie donnent un tour nettement plus propagandiste par l'autocélébration d'action royale. Ce n'est sans doute pas un hasard si les premiers reliefs royaux déployés dans des zones de contact comme au Sinaï datent de la IIIe dynastie. La figure très ancienne du roi fracassant la tête de l'ennemi maintenu à genoux s'affiche désormais à la face des peuples voisins. 
Cependant, c'est surtout l'action royale envers les dieux, au travers des temples et des tombes royales, qui est représentée dans l'art. Trois des six panneaux en relief, situés dans les galeries sous la pyramide de Djéser ainsi que sous le tombeau-Sud du complexe, illustrent ceci, avec les visites aux temples de l'Horus d'Edfou, du faucon momifié de Létopolis et à la chapelle per-our. La fête-Sed, fête de jubilé célébrée pour régénérer la puissance du souverain au travers d'une course rituelle, est représentée sur les trois autres panneaux. Sur ces représentations, le roi est représenté avec tous les éléments royaux (couronnes blanche et rouge selon la région visitée par le souverain, flagellum et étui à inventaire testamentaire en main pour la course rituelle, bâton et massue pour une visite de temple). Divers symboles accompagnent le roi sur ces panneaux : signes de vie et de force animés, éventail destiné à rafraîchir le roi, scorpion protecteur. Si certains éléments existaient déjà auparavant de manière séparée, ces panneaux réunissent pour la première fois ces éléments, tout en en introduisant de nouveaux. 
Un relief de Sankaht au Ouadi Maghara illustre un nouvel exemple d'une visite royal à un temple, ici celui d'Horus de Nekhen, dont un temple royal d'une relative importance avait déjà été construit dès le règne de Khâsekhemouy à la fin de la IIe dynastie. Ici, le roi rend simplement hommage au dieu dynastique, protecteur de la monarchie, pour qu'il veille au succès des entreprises royales à l'extérieur de la Vallée, en l'occurrence l'extraction de la turquoise et de cuivre dans ce même Ouadi. Le temple d'Héliopolis construit par Djéser, dont il ne reste que quelques fragments, illustrent également l'investissement royal envers les dieux (ici l'Ennéade héliopolitaine), qui en retour protègent la monarchie. Ces liens sont illustrés par le texte inscrit sur les quelques fragments préservés du temple :
Nous (= l'Ennéade) lui (= au roi) [donnons] toute vie, qui dépend de nous ;
nous lui donnons toute puissance, [qui dépend de nous] ;
nous faisons en sorte qu'il accomplisse des [millions] de fêtes-Sed ;
nous lui accordons la contrepartie de ce [qu'il a fait pour nous] en toute chose qu'il peut désirer.

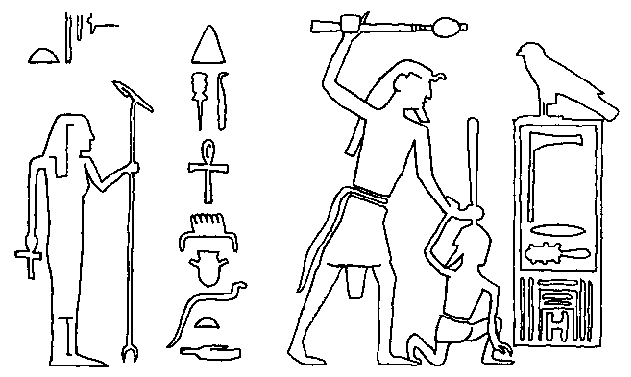
Dessin du relief de Djéser dans le Ouadi Maghara.
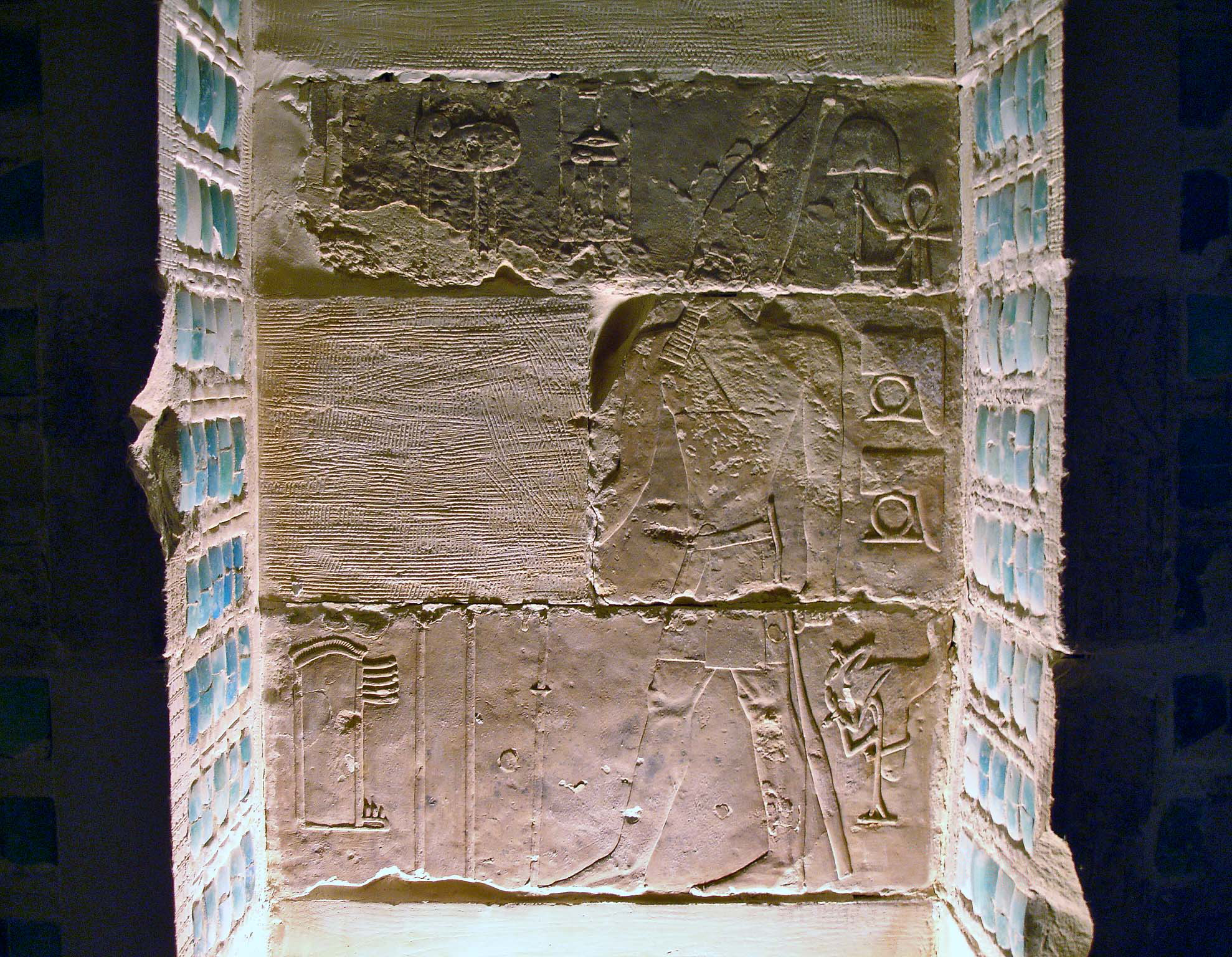
Panneau de Djéser représentant la visite au temple d'Edfou.
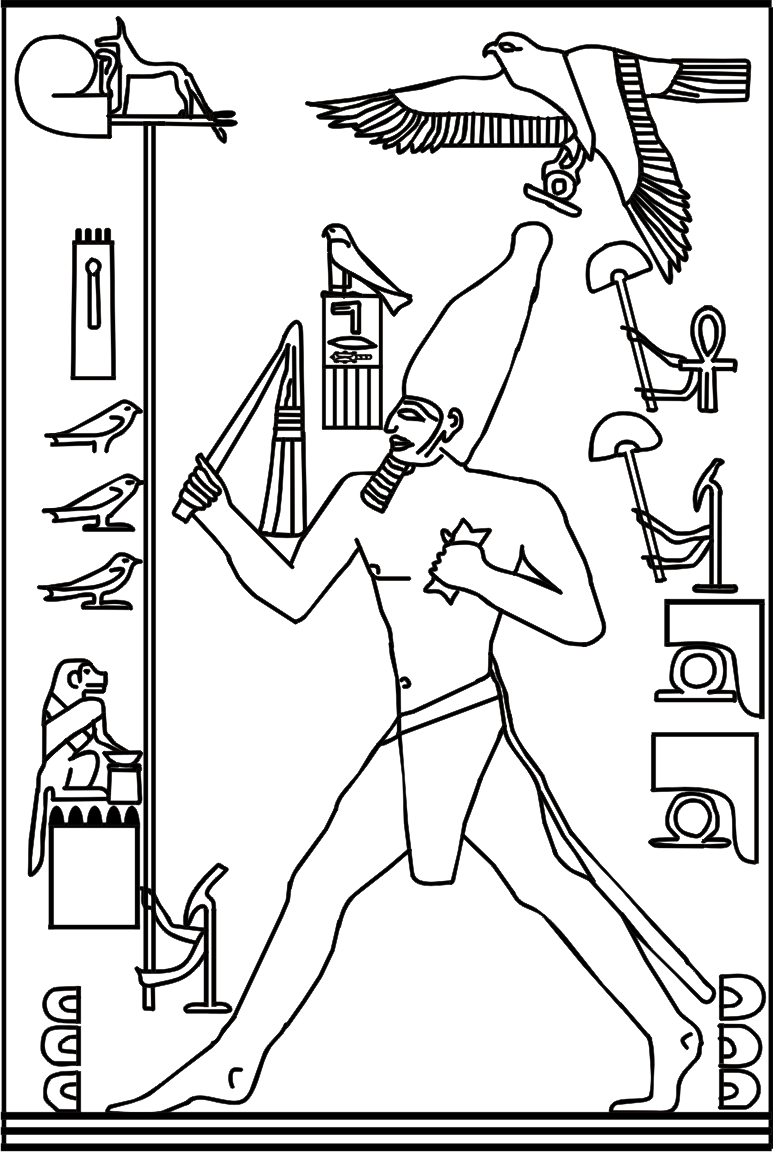
Dessin du panneau de Djéser représentant la course rituelle au palais blanc lors de la fête-sed.
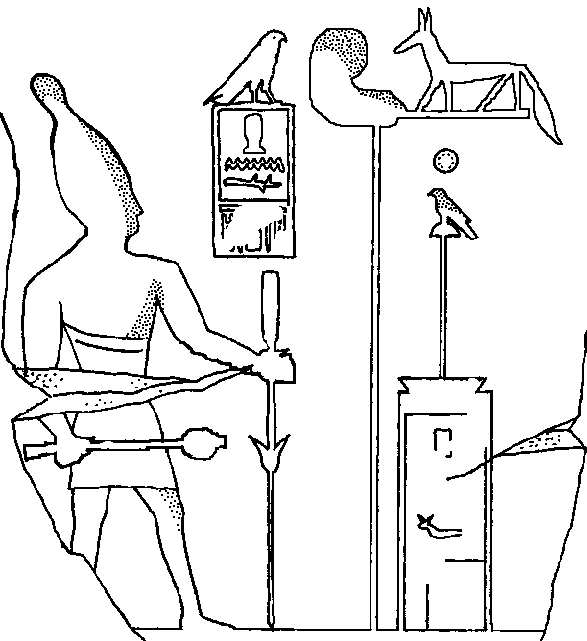
Relief de Sanakht portant la couronne blanche et provenant du Ouadi Maghara.

### État et institutions

#### Cour
Il semble que les différentes administrations et institutions, c'est-à-dire l'État, ont été développées au cours de la IIIe dynastie, peut-être parce que la construction des monuments funéraires royaux, d'une taille sans précédent, a nécessité de nouveaux besoins, tant en main-d'œuvre, qu'il fallait réunir, former et entretenir, qu'en matériaux, qu'il fallait extraire, transporter et entretenir. Ces changements semblent avoir profité à une catégorie particulière de la population : les scribes, qui interviennent à tous les échelons des administrations. Cependant, si les traces de cet État en développement, notamment au travers des empreintes de sceaux et des « autobiographies » découvertes dans les tombes de certains membres de l'élite, permettent de préciser le fonctionnement de ce dernier par rapport aux dynasties précédentes, dresser un tableau circonstancié des institutions sous la IIIe dynastie reste hors d'atteinte faute de sources suffisantes et variées.
Certaines fonctions sont en cours de construction, évoluant dans les périodes ultérieures par le développement de la ritualisation de certaines tâches ou celui de l'idéologie de la dualité. On peut noter les titres suivants :
- le « directeur du palais (cérémoniel) » (kherep ah), c'est-à-dire le chambellan, est attesté, sans que ne soit toutefois détaillées les tâches de la fonction[65],
- le « directeur du trône » (kherep néset), qui deviendra aux dynasties suivantes « directeur des deux trônes »[65].

La IIIe dynastie voient également le développement des titres « de rang », qui définissent des cercles de courtisans répartis selon l'importance de leur pouvoir et le degré d'intimité avec le monarque ; ceci montre une volonté de classement au sein d'une cour plus étoffée. On peut noter :
- aux échelons moyens :
  - « connu(e) du roi » (rekh(et) nésout), désignant les hommes et les femmes étant, d'une manière ou d'une autre, en contact avec le roi[66],
  - « ami de la maison (royale) » (semer per), désignant cette fois uniquement les hommes[66],
- au sommet de la hiérarchie :
  - « chef des pât » (iryou pât), directeur probable d'un clan fondateur[66],
  - « prince » (hatyou-â), sorte de grand du royaume ; ces derniers ne sont pas des princes de sang : si certains peuvent avoir des liens de sang plus ou moins lointain avec le roi, d'autres n'en ont pas[66].

Contrairement à la dynastie suivante, pendant laquelle les princes de sang (fils, petit-fils, neveux, etc.) ont pris une place prépondérante dans l'administration royale, ce n'est pas le cas de la IIIe dynastie où l'État et la famille royale sont séparés. Le seul fils royal connu de la dynastie est un chef d'expédition anonyme inscrit dans les deux reliefs de Sekhemkhet au Ouadi Maghara et portant les titres de « prince » et de « fils charnel du roi », signe peut-être d'une évolution de l'administration, au cours de la IIIe dynastie, vers la situation prévalant pendant la IVe dynastie.

#### Institutions centrales
Pendant la IVe dynastie, les grands bureaux de l'administration centrale étaient les suivants :
- le vizirat et son appareil exécutif et judiciaire (les « six grandes cours »),
- le département des Travaux,
- le département des Archives,
- le département du Trésor,
- le département du Grenier.

La fonction de vizir n'est pas connue avant la IIe dynastie, et les titres du service du « chacal » (zab) semblent correspondre à cet appareil et son bureau central, mais les attestations sous la IIIe dynastie font encore défaut dans le registre archéologique. L'institution du Grenier, qui centralisait les collectes céréalières issues de l'imposition, apparaît pendant la IIIe dynastie, signalant peut-être un changement d'échelle dans le volume des prélèvements et des capacités de stockage. Cependant, ce Grenier, dont la désignation passe de « tous les geniers royaux » sous la IIIe dynastie à « Double-Grenier » sous la IVe dynastie, n'était peut-être encore qu'une branche du Trésor sous cette IIIe dynastie, avant sa prise d'indépendance sous la IVe dynastie. Le département des Travaux apparaît également sous la IIIe dynastie, probablement dû à la nouvelle échelle que les tombeaux royaux ont pris à partir de Djéser, mais également la construction de certains temples divins, comme à Héliopolis, mais aussi le développement des expéditions vers les mines et les carrières lointaines, comme celles au Ouadi Maghara. Quant au département des Archives, il ne semble apparaître que sous la IVe dynastie, malgré le poids pris par les scribes dans les institutions.
La grande institution sous la IIIe dynastie est le Trésor, même s'il est possible que cette impression ne soit due à un biais engendré par les découvertes archéologiques. Il semble s'inscrire dans la continuité de la Période thinite, à laquelle revient la mise en place du système de recensement des richesses, à la base de l'imposition et de l'entretien du palais royal. Fruit d'une séparation initiale des collectes entre la Haute et Basse-Égypte et de l'intérêt prédominant pour l'une ou l'autre région selon les règnes, le Trésor porta tantôt le nom de « maison blanche » (per-hedj), couleur du Sud, tantôt le nom de « maison rouge » (per-desher), couleur du Nord. Ainsi, sous Djéser, ce département porta le nom de « maison rouge », mais à partir de Sekhemkhet, le Trésor prit le nom de « double-maison blanche » (perouy-hedj), renvoyant d'une certaine manière à la dualité géographique du pays, et le conserva dans les dynasties suivantes. Son responsable était le « chef du double-Trésor » (imy-ra perouy-hedj), assisté du « chargé du sceau », et était composé de « chargés d'affaires » et de nombreux scribes. À côté ou à l'intérieur du Trésor, tout comme le Grenier, existait un bureau-atelier chargé de la transformation des denrées (per-shéna) installé à la Résidence ; des ateliers identiques, de taille plus réduite, devait exister dans les provinces pour alimenter les fonctionnaires locaux. Ce bureau-atelier regroupait les activités de boulangerie, de brasserie, de séchage de poissons, de fabrication du vin, d'huiles végétales, de graisses animales, du travail du lin pour les vêtements et du roseau pour la vannerie, etc. Un autre bureau chargé de la redistribution (per-héry-oudjeb) des denrées, brutes ou transformées, existait depuis la fin de la IIe dynastie et semble prendre de l'importance sous la IIIe dynastie. Il était dirigé par un chef (imy-ra per-héry-oudjeb), assisté d'un ordonnateur (oudj médou), qui commandait des « gestionnaires » (hériou-oudja) et une armée de scribes, ces derniers devant tenir de longues listes d'ayants droit et de produits distribués, selon des tableaux comptables bien connus pendant l'Ancien Empire. Ce bureau possédait une antenne palatine assurant l'approvisionnement de la table royale. L'institution fonctionne, à partir du milieu de la IIIe dynastie, en parallèle avec le « bureau des provisions » (iz-djéfa), c'est-à-dire des denrées alimentaires, qui constitue une branche du Trésor.

#### Contrôle du territoire
Le pays est divisé depuis la Période thinite en vastes circonscriptions territoriales : les nomes. Héritage d'une division culturelle ancestrale, les Haute et Basse-Égypte possèdent leur propre hiérarchie et leur propre terminologie administrative. Concernant la Haut-Égypte, la division territoriale et l'administration provinciale semblent fixées depuis relativement longtemps : le territoire est divisé en vingt-deux nomes, tandis que le nomarque, gouvernant le territoire, y porte les titres de « guide du pays » (seshem-ta), « chargé des missions » (imy-ra oupet) et « gouverneur de nome » (héqa sépat). Ce nomarque dirigeait un important personnel institutionnel (délégués, scribes, magasiniers, etc.), assorti de deux groupes sociaux engagés dans les procédures administratives locales : des sortes d'agents de commerce (miter) et des fonctionnaires purement administratifs (rénou). 
Concernant la Basse-Égypte, dont les marges marécageuses et désertiques deviennent des zones d'intense colonisation agricole, l'administration subit d'importantes transformations, comme le montre la terminologie complexe et mouvante des titres administratifs, à la mesure de l'évolution des limites géographiques des circonscriptions et la densification de leur peuplement. Le nomarque porte ici le titre « d'administrateur territorial de nome » (andj-mer), lié à la direction d'un certain nombre de relais du pouvoir royal : les villes-centres ainsi que les « grands châteaux » (hout-aât), véritables palais provinciaux fortifiés dont il était le gouverneur (héqa), et les vastes domaines agricoles crées par la couronne dont la mise en valeur est confiées à des colons royaux (nésoutiou). Ces entités, plusieurs nomes ont pu être dirigés par une seule personne dans le cadre de grandes entités régionales ; par exemple, Metjen à la fin de la IIIe dynastie, administra la moitié occidentale du Delta, prenant ainsi une part active dans la bonification des terres marginales. 
Là où les dirigeants des nomes de Haute-Égypte se sont faits enterrer dans des nécropoles provinciales, comme à Beit Khallaf, et n'ont pas dirigé de « grands châteaux » (hout-aât), création purement royale, du fait d'une mise en valeur ancienne, les dirigeants de Basse-Égypte venaient de la capitale et s'y sont faits enterrer. Toutefois, il semble que la couronne ait pris soin d'implanter des relais de son pouvoir dans les provinces méridionales au travers des pyramides provinciales, et ce dès le règne d'Houni à la fin de la IIIe dynastie : cinq se trouvent dans le sud de la Haute-Égypte (1er, 2e, 3e, 5e et 8e nomes), tandis que Snéfrou poursuivit cette politique en Moyenne-Égypte avec deux pyramides (16e et 20e nomes). Ces pyramides étant construites en matériaux locaux, il est possible que certaines soient disparues, notamment dans le Delta, si elles étaient construites en briques crues. Ces pyramides étaient probablement liées à des installations royales administratives et économiques, qui pourraient aussi avoir comporté une résidence temporaire du monarque. Ces installations ont peut-être joué un rôle dans les recensements biannuels, qui s'appuyaient en effet sur un réseaux de centre permanents de collectes des denrées, centres qui ne se confondaient pas nécessairement avec les grandes villes. Il est possible que les nouveaux temples funéraires, associés aux grandes pyramides de la IVe dynastie, ont sonné le glas de ces construction du fait qu'ils étaient alimentés par des productions de toute la Vallée, nome par nome, traduisant ainsi la mainmise du pouvoir central sur les ressources agricoles du pays entier.
À l'origine, dès la Période thinite, prioritairement installés dans le Delta occidental et chacun associé à un souverain fondateur, des domaines fortifiés (hout) et de domaines de base (per) alimentaient le culte mortuaire, notamment en vin pour les cérémonies religieuses. Les institutions étaient, comme indiqué précédemment, dirigées par des « administrateurs territoriaux » (andj-mer), secondés auparavant par d'autres fonctionnaires, mais isolés, semble-t-il, pendant la IIIe dynastie. Djéser créa ainsi un tel domaine nommé « Horus, étoile qui préside au ciel » (séba Hor khenty pet). Ses successeurs ne semblent cependant pas suivre cet exemple, même si la rareté des sources concernant ces rois immédiats ne permet pas d'en être certain. Toujours est-il que ce système de domaines géographiquement localisés prend fin au cours (probablement) ou à la fin de cette dynastie, les rois préférant un système de fondations réparties sur l'ensemble du territoire, une fondation de Houni étant d'ailleurs située dans le 2e nome de Basse-Égypte et peut-être une autre dans le 20e nome de Haute-Égypte, cette dernière étant à l'origine d'une ville nommé Hénensou.

### Société

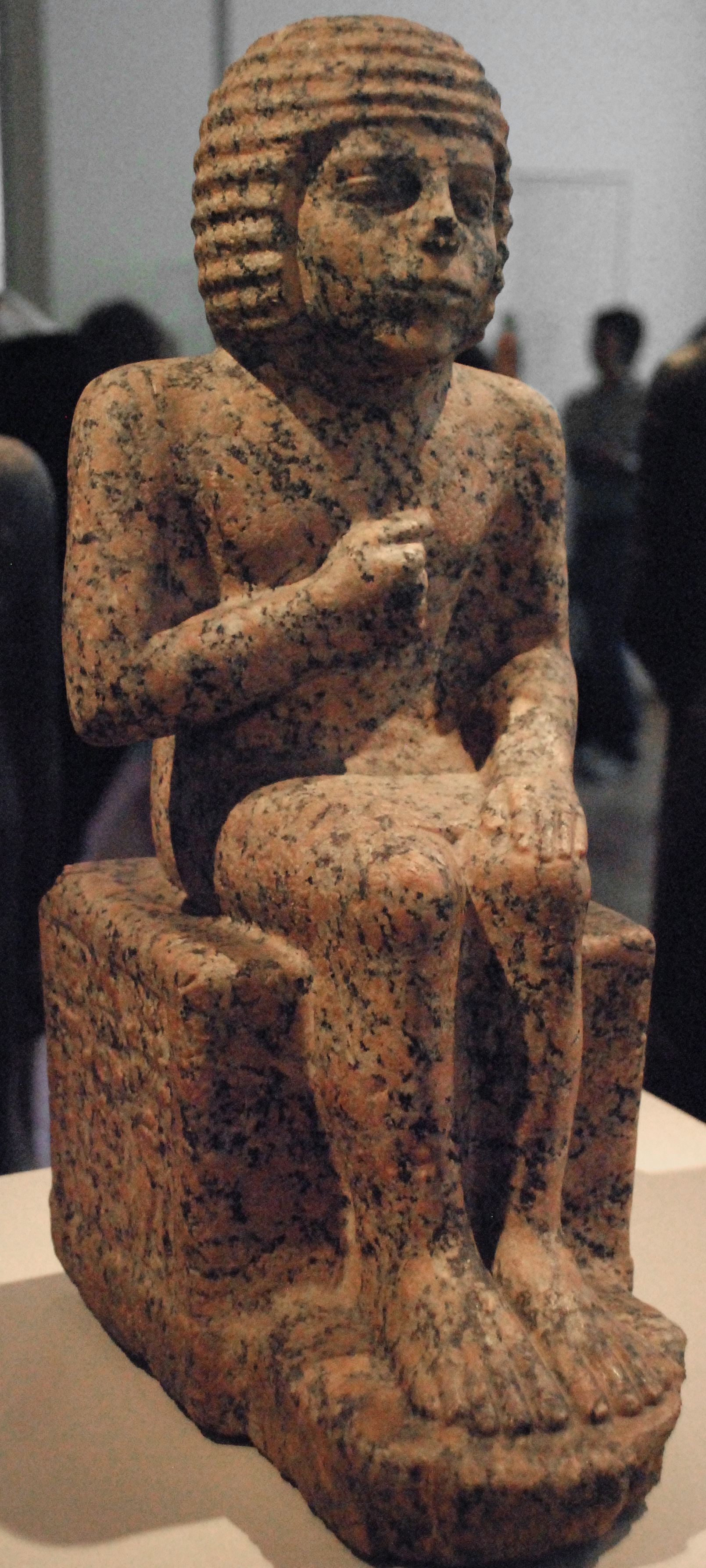
Figure assise du gouverneur Metjen, Saqqarah, granit rose, Neues Museum.

La vie sociale se structure autour du roi-dieu. Au sommet, des sujets ou « serviteurs », les plus proches du souverain : la reine, la famille royale et les courtisans.
Les scribes, agents de l’autorité royale, sont un groupe hiérarchisé et divers, du simple contrôleur aux champs jusqu’au haut fonctionnaire de l’administration centrale. Le sommet de la hiérarchie est surtout occupé, sous les premières dynasties, par les membres de la famille royale. Mais de grandes carrières peuvent être ouvertes par compétences reconnues. Le fils est apte à succéder au père, qui souvent assure sa formation avant que le jeune ne rejoigne une école du palais. Cette hérédité des charges, observée dès la IIIe dynastie (biographie de Metjen), doit être accordée et enregistrée par acte royal. Le milieu de la cour est ouvert aux scribes à partir d’un certain échelon de responsabilité attesté par des titres honorifiques (« ami », « ami unique », « le connu du roi », « comte », « prince »).
Aux hautes époques, les artisans, les « créateurs d’images », travaillant des matières premières qui étaient monopoles royaux, ont dû être un groupe relativement favorisé, très lié au milieu des scribes. Avec eux, ils participent selon des schémas imposés à l’expression de l’idéologie royale.
De l’essentiel de la population, les paysans producteurs, nous ne savons que peu de choses, avant qu’ils n’apparaissent sur les décors des tombes. L’inscription de Metjen (vers 2600 AEC) montre qu’ils étaient considérés comme un des éléments attachés à l’unité de production, avec la terre, les outils, le bétail. Au IIIe millénaire, nous n’avons pas trace d’un statut de travailleur libre pour les fellahs. Ils sont toujours attachés à l’État, à des institutions (temples, fondations funéraires) ou au service d’un fonctionnaire, et soumis, sauf immunité accordée, aux corvées liées aux grandes tâches d’intérêt collectif ou royal.

### Relations avec l'extérieur
La IIIe dynastie voit un développement des expéditions vers les mines et les carrières dans les marges de l'Égypte, mais aussi les relations extérieures avec les pays étrangers. Malheureusement, faute de sources datant de la dynastie, la compréhension des relations de l'Égypte avec ces différents territoires est envisagée sur le temps long.

#### Déserts et Sinaï
Concernant les territoires à l'est du Nil, ainsi que le Sinaï, c'était une zone d'exploitation de matériaux précieux pour l'époque, que ce soit des métaux ou des pierres dures, et ce depuis la période thinite. Ce territoire, relativement steppique, était habité par des groupes semi-nomades, avec lesquels les expéditions royales entraient régulièrement en conflit. Le Ouadi Dara a ainsi été exploité pour l'or et le cuivre pendant les quatre premières dynasties égyptiennes, avec un certain nombre de fours de réduction découverts. Toutefois, il semble que la quantité de déchets de réduction semble indiquer que la réduction ne concernait que l'or, le minerai de cuivre était ainsi transporté vers la Vallée ainsi, où il était traité. Pour le désert à l'ouest de la Vallée, le désert, relativement steppique également, il était aussi habité mais la présence égyptienne n'y est pas attesté avant la VIe dynastie.
Le Sinaï porte encore la preuve des expéditions envoyées par les rois de la IIIe dynastie avec près de cinq attestations dans le Ouadi Maghara où étaient extrait du cuivre mais aussi de la turquoise et peut-être de la malachite, l'ensemble étant désigné sous le terme égyptien générique méfkat : une de Djéser, deux de Sanakht et deux de Sekhemkhet ; deux autres attestations de Snéfrou existent sur ce même site. Ces attestations montrent tout autant l'importance que représente ce site pour la monarchie qu'une proclamation de la puissance égyptienne sur les autochtones, surtout que les Égyptiens n'étaient pas les premiers à avoir exploité le cuivre dans la région : des installations cananéennes datées de l'époque de la Ire dynastie et du début de la IIe dynastie ont été découvertes dans la région. La matière première des près de trente-six milles plaquettes de faïences égyptiennes qui recouvraient les chambres « bleues » situées sous la pyramide de Djéser devait provenir de ce site. L'exploitation pendant le XIXe siècle a complètement détruit les traces antiques dans ces mines, mais deux ateliers de réduction du minerai plus bas dans le ouadi ont été découverts et ont été datés de l'Ancien Empire. L'un était situé sur le versant oriental du ouadi était composé de cinq petits bâtiments de pierres sèches ainsi que des outils et des déchets : marteaux en pierre, fragments de creusets, déchets de fonte, scories, charbon de bois. Le second était situé sur le versant opposé et les mêmes outils et déchets y ont été découverts. Aucun four de réduction n'a été découvert mais le fragment d'un moule à lingot suggère qu'il devait en exister. Cependant, les traces de réduction du cuivre sont assez limitées, suggérant que, tout comme au Ouadi Dara, la majorité du minerai était transportée ainsi vers la Vallée. Les traces suggérant la présence d'au moins un four pourrait signifier qu'il ne servait qu'à alimenter en outils les mineurs sur place. Les reliefs découverts indiquent que ces expéditions étaient de la responsabilité des andj-mer zémyt, titre aussi porté par les chefs des nomes de la Basse-Égypte, indiquant ainsi la double casquette de ces fonctionnaires, symbolisant aussi la grande importance de ces expéditions. On peut noter que le chef de l'une des expéditions sous le règne de Sekhemkhet portait le titre de « fils charnel du roi », faisant de lui le seul fils royal connu de toute la dynastie.

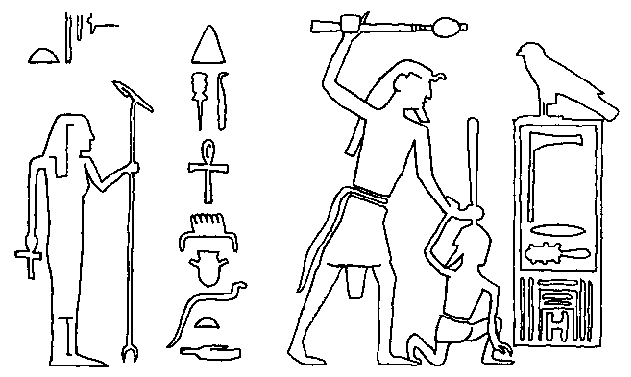
Dessin du relief de Djéser dans le Ouadi Maghara.
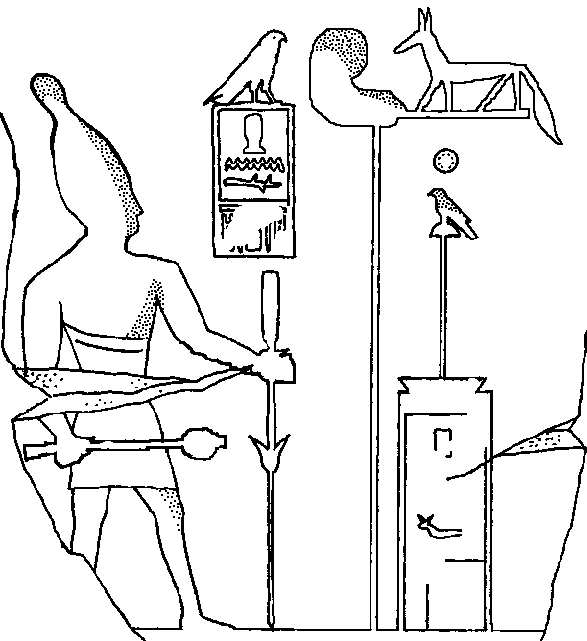
Relief de Sanakht portant la couronne blanche et provenant du Ouadi Maghara.
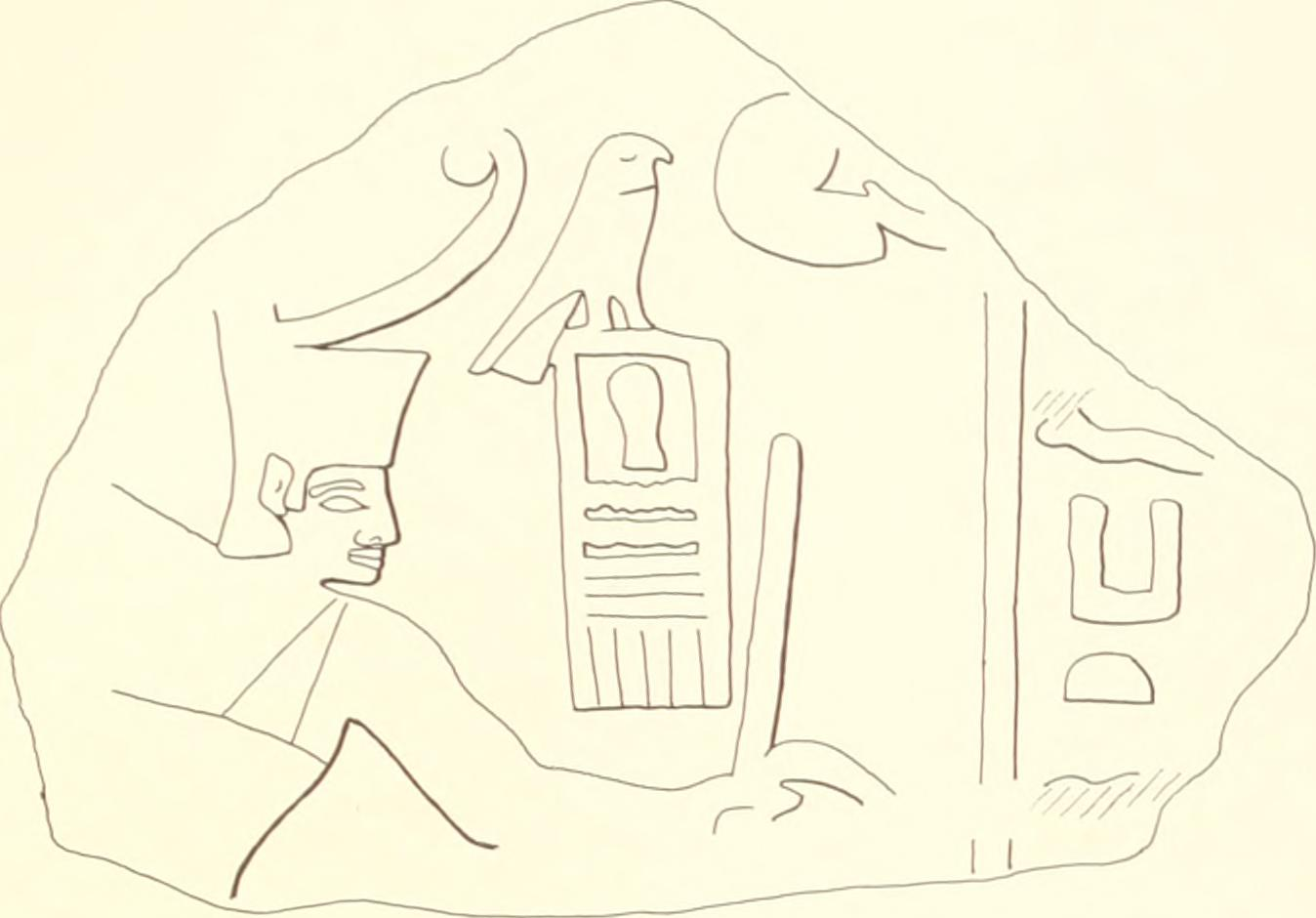
Relief de Sanakht portant la couronne rouge et provenant du Ouadi Maghara.
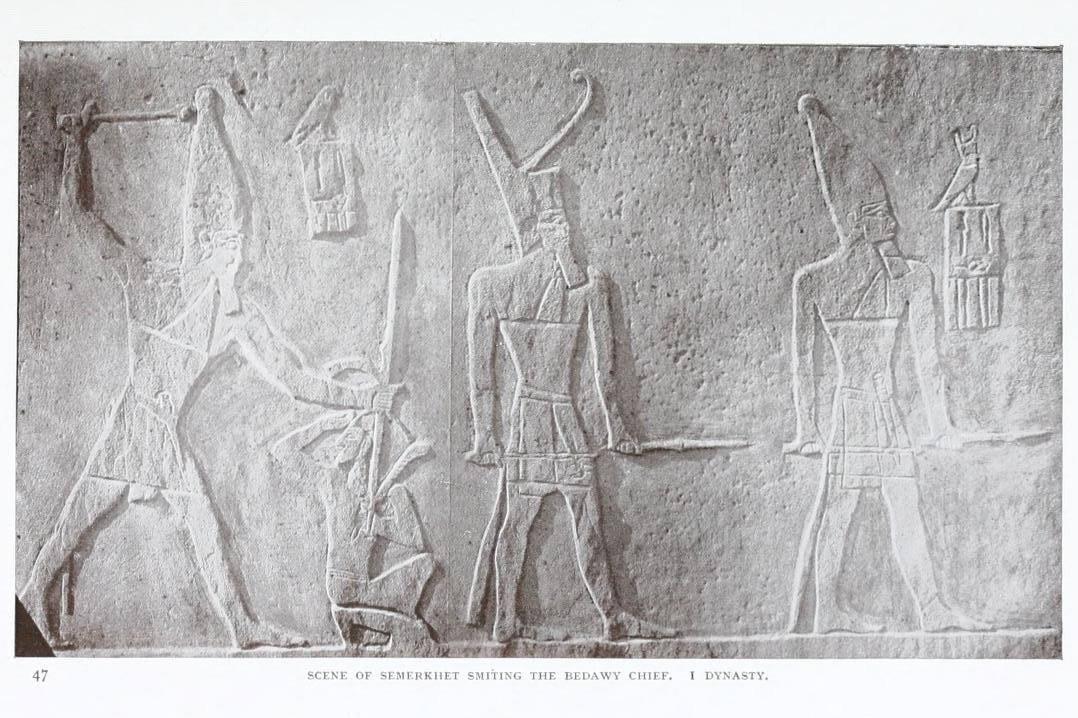
Premier relief du Ouadi Maghara, avant la destruction des deux serekhs.
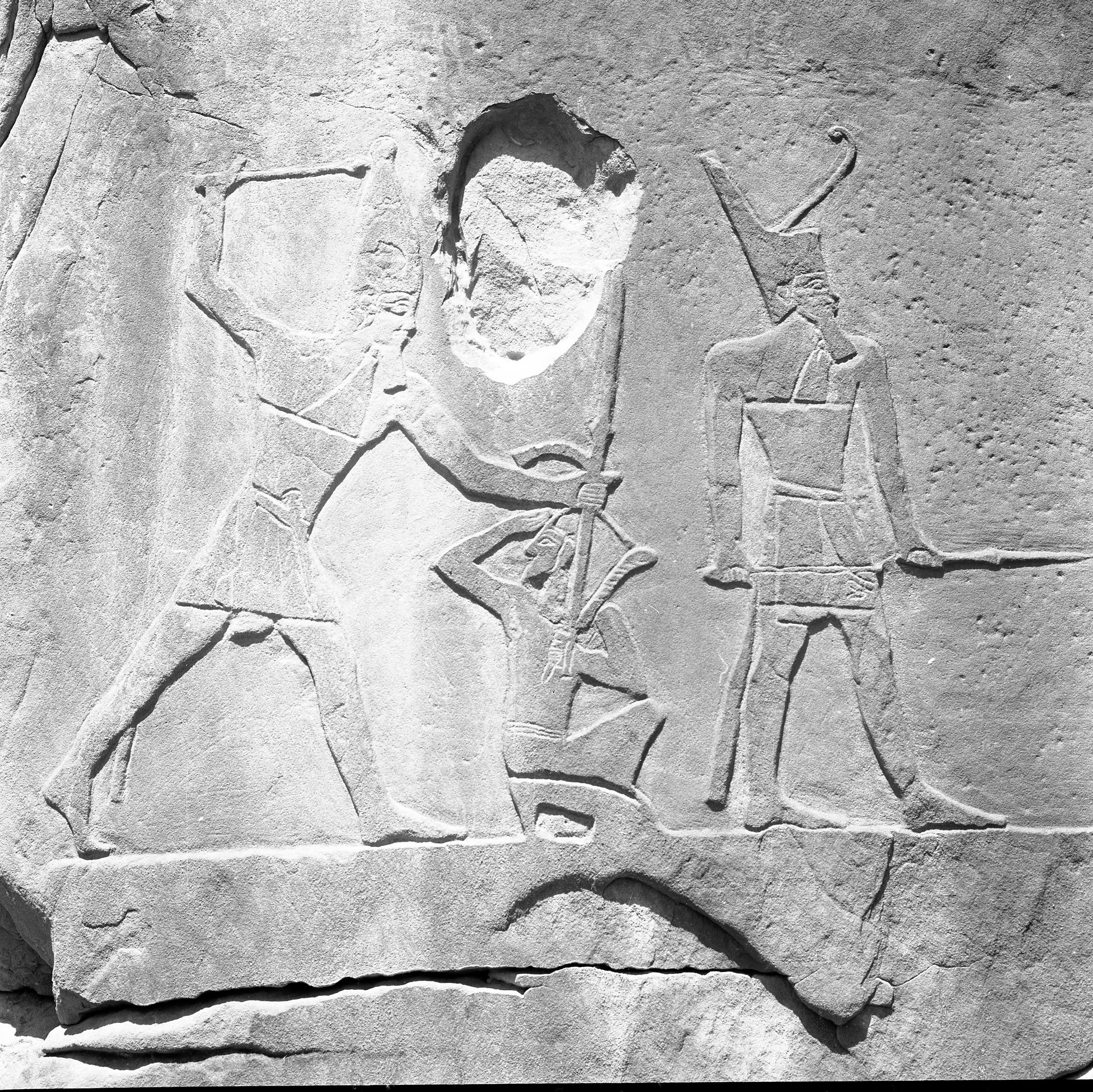
Serekh de gauche détruit (celui de droite l'est également).

#### Nubie
La Nubie était un territoire particulier pour l'Égypte, à plusieurs conquises, notamment la Basse-Nubie, pour en contrôler les richesses minérales et minières. Si pendant longtemps, les égyptologues crurent que le territoire de la Basse-Nubie avaient été vidée de ses habitants de la fin de la Ire dynastie à la fin de la Ve dynastie, entre les cultures dites A et C, il n'en ait rien. En effet, il semble non seulement qu'une campagne militaire ait eu lieu sous le règne de Khâsekhemouy (dernier roi de la IIe dynastie), mais aussi une autre, pendant le règne de Snéfrou(premier roi de la IVe dynastie), qui ravagea le territoire en ramenant en Égypte près de sept mille hommes et femmes et près de vingt milles têtes de gros et petit bétail. Dans la forteresse de Bouhen, dont l'occupation semble être continue pendant les IVe, à partir du règne de Khéphren, et Ve dynasties, la céramique était à 95% égyptienne mais aussi à près de 5% issue de la culture locale, prouvant là aussi que le territoire était habité. Cette céramique a également été découverte dans d'autres sites de Basse-Nubie (Aniba, Qustul, Sayala, Faras, Akasha et Saï). Enfin, à Éléphantine, porte d'entrée de l'Égypte vers la Nubie et qui héberge une grande forteresse depuis la seconde moitié IIe dynastie, ont été découverts près de 10 à 20% de céramique nubienne dans les niveaux d'habitation des IIe et IIIe dynasties, présence nubienne qui continue dans les dynasties suivantes.
Les différents éléments découverts permettent de dresser le tableau suivant : les Égyptiens ont commencé une politique expansionniste vers la Basse-Nubie dès la seconde moitié IIe dynastie, caractérisée par une première campagne sous Khâsekhemouy mais aussi par la construction d'une forteresse à Éléphantine, véritable poste-frontière de l'Égypte et avant-poste pour toute expédition vers la Nubie ; puis, dès le début de la IVe dynastie, se met en place une politique de contrôle plus rigoureux, par l'intermédiaire de forteresses, et d'exploitation du territoire. Malgré le silence des sources, la IIIe dynastie s'inscrit dans cette politique expansionniste, faisant la transition entre ces deux étapes.

#### Cannaan et Byblos
Si, pendant le début de la Ire dynastie, les Égyptiens organisèrent une véritable colonisation de la bande côtière, peut-être parce que la région n'est pas politiquement organisée et que donc les Égyptiens ont dû organiser eux-mêmes les voies commerciales vers le Proche-Orient. La région connaît par la suite un double mouvement d'aridification et d'organisation politique, entraînant un reflux des Égyptiens. Globalement, les Égyptiens font du commerce avec la région, mais leur principal partenaire commercial, Byblos, est situé plus au nord. La fin de la IIe dynastie et la IIIe dynastie forment donc une période charnière entre la situation du début de la Ire dynastie et celle de l'Ancien Empire, le commerce avec Byblos se faisant par voie maritime pendant cette dernière période.
Byblos émerge en effet comme un partenaire commercial d'importance à partir de la fin de la IIe dynastie, où un fragment de vaisselle en pierre daté du règne de Khâsekhemouy a été découvert. Ces vases étaient des cadeaux de prestige échangés entre les dirigeants égyptiens et byblites. Ce partenaire était un grand pourvoyeur de bois de qualité dont l'Égypte avait grandement besoin, que ce soit pour la fabrication des navires (comme les barques funéraires de Khéops) ou pour la construction avec des échafaudages (comme ceux situés à l'intérieur de la pyramide de Snéfrou à Meïdoum). Si aucune trace directe de ce commerce sous la IIIe dynastie n'a été découverte, que ce soit par du bois byblite en Égypte (dont les constructions funéraires royales avaient besoin) ou des vases signés à Byblos (Djéser, Sanakht et Sekhemkhet n'ayant, a priori, pas signé la vaisselle en pierre produite sous leur règne, cette pratique ne recommençant qu'à partir de Khâba et Houni à la fin de la dynastie).

### Art et culture
L'art égyptien évolue pendant la IIIe dynastie, non seulement dans l'usage des matériaux, mais aussi par le type de productions culturelles réalisées. Si par certains aspects, la IIIe dynastie est dans la continuité de la période précédente, par d'autres, elle inaugure l'Ancien Empire plus classique.

#### Textes
L'écriture hiéroglyphique égyptienne continue son développement, notamment au travers des « autobiographies » funéraires, présentant principalement les fonctions exercées par les défunts, pour la majorité des hauts fonctionnaires. Si la plus ancienne phrase complète attestée date du règne de Péribsen (seconde moitié de la IIe dynastie), le format textuel dominant pendant la IIIe dynastie reste celui de la liste, les textes continus ne deviendront courants qu'à partir de la IVe dynastie.

#### Architecture cultuelle
Les bâtiments cultuels de l'époque sont peu connus. Toutefois, il semble que deux types peuvent être distingués : les grands lieux de cultes où sont construits des temples dits formels, reflets de la religion de la cour royale, et les lieux de cultes plus modestes où sont construits des temples dits informels, reflets de cultures locales propres et ancestrales. En effet, l'architecture en pierre, l'érection de bâtiments hauts et volumineux, le développement de l'écrit, l'application d'une décoration, ne se répandent pas en province avant plusieurs siècles, à l'exception de temples directement sous patronage royal, tels que Nekhen et El Kab sous Khâsekhemouy, dernier roi de la IIe dynastie, ou Héliopolis pour Djéser. Les temples informels de la périodes restent donc anépigraphes, petits, en brique crue et à l'architecture parfois très particulières comme le petit temple partiellement rupestre de Satet à Éléphantine. Les pyramides provinciales, dont celle d'Éléphantine, relais de la puissance royale, s'implantent d'ailleurs à l'écart de ces centres urbains locaux.
Un temple de Ptah, de type formel, devait exister à Memphis, mais aucune trace n'a été découverte. Concernant Héliopolis, un sanctuaire en pierre a été élevé par Djéser, dont il reste quelques fragments découverts dans les fondations de la vaste enceinte circulaire de la Basse Époque qui entourait le tertre sacré. Ces divers fragments, découverts hors contexte initial, ne permettent pas de se faire une idée du sanctuaire construit. Ce temple démontre toutefois l'importance du culte héliopolitain à cette époque, avec parmi les dieux figurés a minima Geb et Seth, montrant que l'Ennéade héliopolitaine existait déjà partiellement à cette haute époque. Par ailleurs, Imhotep, l'architecte de la pyramide de Djéser, portait, parmi ses titre, celui de « grand des voyants » (our maou), c'est-à-dire qu'il était le grand prêtre du temple d'Héliopolis. Il est donc possible qu'il y ait eu un lien étroit entre l'architecture en pierre et cette prêtrise, les chantiers des pyramides s'ouvrant d'ailleurs par des opérations de fondations et d'orientation par visée astrale, l'astronomie étant un domaine d'excellence du temple d'Héliopolis.
Un sanctuaire de la IIIe dynastie a été découvert à Tell Ibrahim Awad, dans le Delta oriental. Du fait de la surface de la ville,  considérable pour l'époque, il est supposé qu'il s'agissait de la métropole du XIVe nome de Basse-Égypte de l'époque et dont le nom antique est perdu. Pas moins de douze temples successifs qui ont été découverts dans cette ville, démontrant l'utilisation ininterrompue du secteur comme lieu cultuel. Concernant celui de la IIIe dynastie, il adopte un plan nouveau par rapport aux édifices précédents, ainsi qu'un axe orthogonal par rapport à celui le précédant immédiatement. Le plan du temple, conservé pendant tout l'Ancien Empire malgré des reconstructions, est celui d'une structure en briques crues très modestes, d'environ 8 m par 2,5 m, protégé par une enceinte et bordé d'un long couloir au nord et à l'ouest ainsi que d'une cour au sud. Pour comparaison, son lointain successeur de la XIe dynastie mesurait 40 m par 20 m. La pièce principale de la chapelle comportait un podium sur lequel reposait vraisemblablement un naos abritant la statue du dieu, dont l'identité n'est pas connue. De nombreuses figurines en faïence ou en ivoire ont été découvertes sur l'ensemble des niveaux, dont beaucoup représentaient un babouin et une barque en papyrus, association connue dans les rites du passage vers l'au-delà. Le naos semble avoir été recouvert de plaquettes en faïence, comme les « chambres bleues » des galeries souterraines du complexe funéraire de Djéser. Juste en arrière du podium se trouvait une fosse rectangulaire recouvertes de tuiles en argile cuite dans laquelle étaient déposées des offrandes carnées et des objets votifs. Un dépôt de fondation, découvert sous un mur, contenait d'autres pièces, dont un modèle de sanctuaire de type per-nou, le sanctuaire typique de la Basse-Égypte dont le temple semblait être un exemplaire grandeur nature.
Enfin, un autre temple de la IIIe dynastie a été découvert à Éléphantine situé sur le côté oriental de la forteresse de la IIe dynastie. Il s'agissait du temple de la déesse Satet qui, à l'origine, était un simple abri entre trois hauts rochers de granit. Encadré entre ces rochers, le sanctuaire consistait en deux pièces dont la plus centrale abritait une statue de la déesse. Là aussi, de nombreuses plaquettes en faïence ont été découvertes tandis que les dépôts cultuels étaient constitués de figurines en faïences, humaines mais surtout animales. À partir de la IIIe dynastie, le sanctuaire est précédé d'une avant-cour entourée de murs en briques crues et au centre de laquelle était situé un podium sur laquelle une statue portative a dû être installée. La petite cour, qui représentait ainsi l'image de la divinité révélée, était bordée au sud par deux pièces : une annexe et l'autre d'antichambre et d'entrée par l'est au sanctuaire. L'extension des fortifications de la ville sous la IIIe dynastie a obligé un réarrangement de l'accès au temple par le nord-est. Ce réaménagement signale peut-être une priorisation royale de la protection de cette porte d'entrée vers la Nubie qu'est Éléphantine plutôt que ce petit temple local.

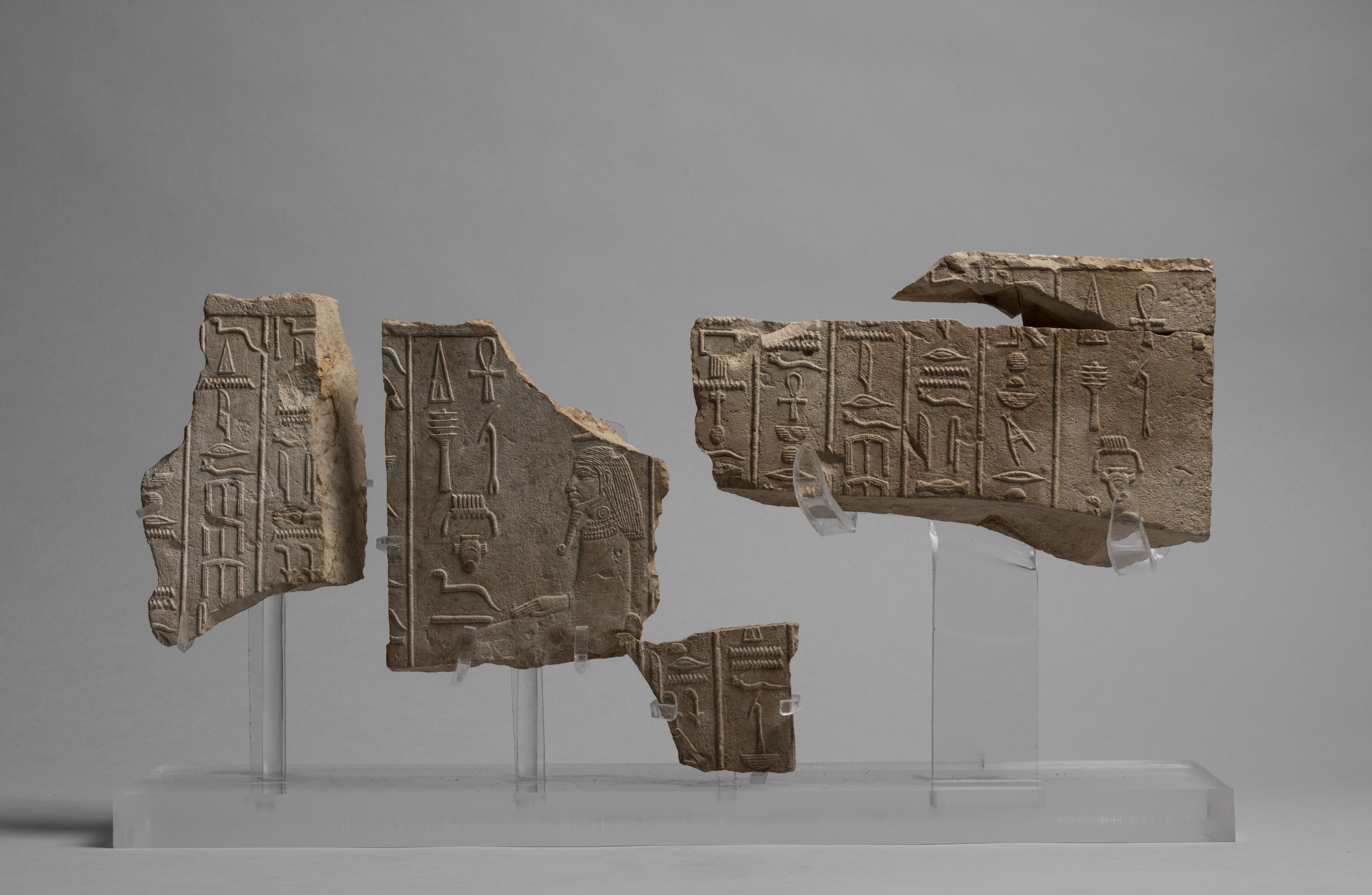
Fragments du temple d'Héliopolis construit par Djéser.
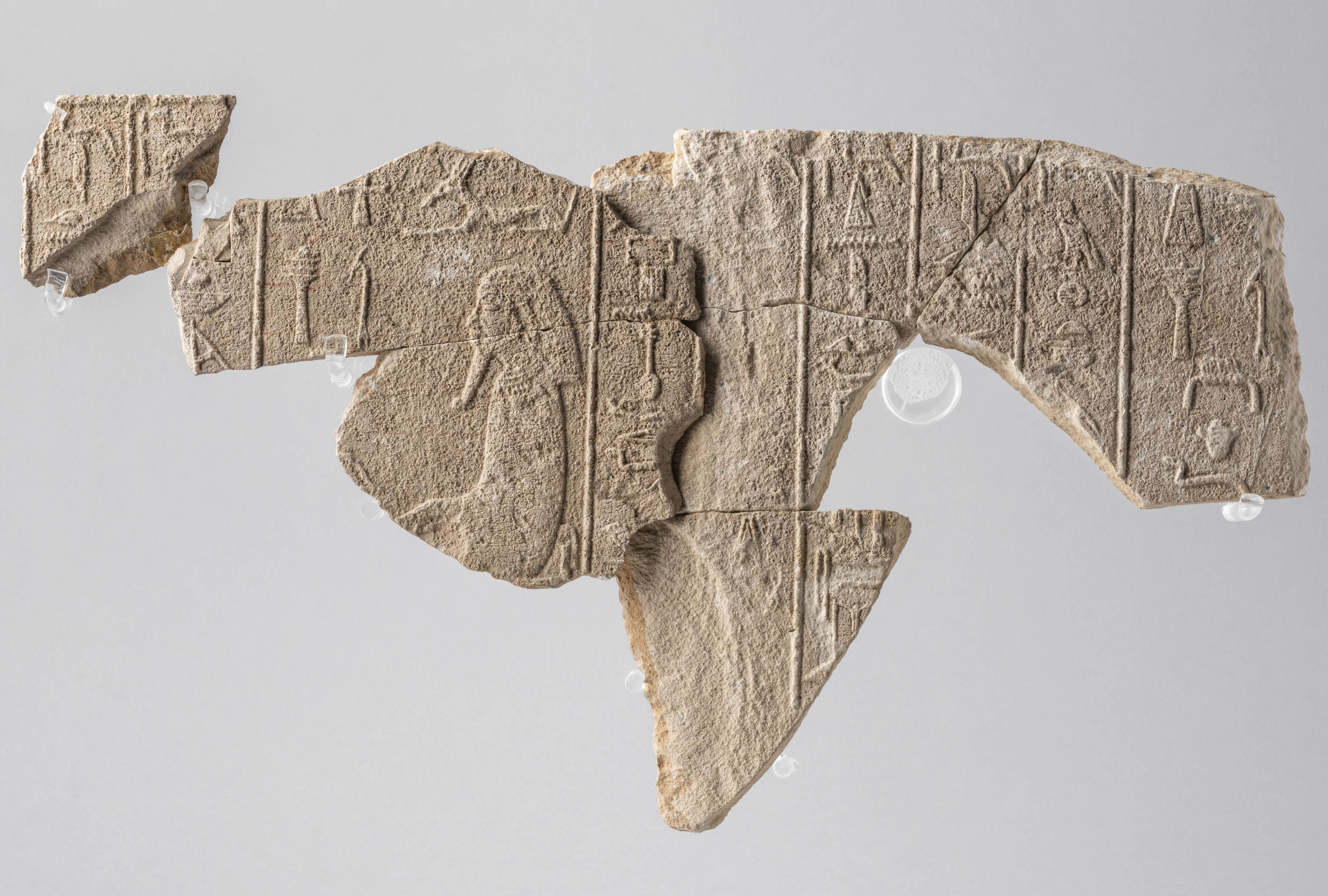
Fragments du temple d'Héliopolis construit par Djéser.
Fragment du temple d'Héliopolis construit par Djéser, sur lequel sont figurées les jambes du roi, ainsi que trois femmes : son épouse Hétephernebty, sa fille Initkaes et peut-être une fille nommée Nyânkh-Hathor.

#### Architecture funéraire

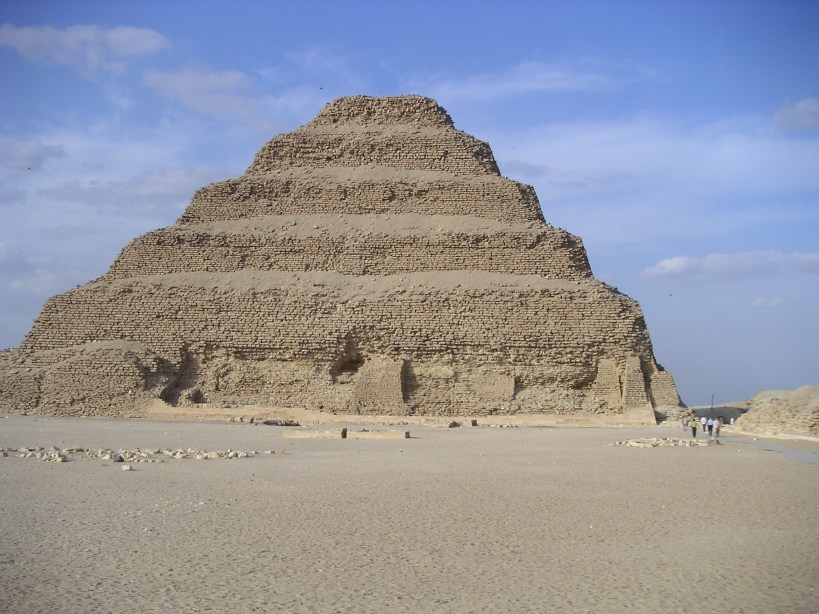
Vue de la face sud de la pyramide de Djéser

L'architecture funéraire royale de la IIIe dynastie est le symbole même de cette même dynastie. En effet, Djéser est le commanditaire de la première pyramide, qui plus est réalisé entièrement en pierre. Ce monument, situé à Saqqarah, regroupe, en plus de la pyramide, de nombreux bâtiments symbolisant divers éléments, comme des chapelles factices, du tombeau-Sud et des massifs sous lesquels se trouvent de nombreuses galeries. Ce monument est suivi par celui de Sekhemkhet situé aussi à Saqqarah, et celui traditionnellement attrribué à Khaba, situé à Zaouiet el-Aryan. Deux autres monuments, en briques et situés à Abou Rawash, celui d'El-Deir et celui nommé traditionnellement pyramide numéro 1 de Lepsius, sont attribués par certains aux souverains de la IIIe dynastie, soit respectivement Sanakht et Houni selon Aidan Dodson. Toujours est-il que ces divers monuments sont tous dans un état d'inachèvement et de délabrement que l'évolution du complexe funéraire royal entre Djéser et Snéfrou. Toujours est-il que, si une enceinte est toujours présente pour le complexe funéraire de Sekhemkhet, vu la position de la pyramide de Zaouiet el-Aryan sur une arête rocheuse juste au-dessus de la plaine inondable, cette dernière devait être dépourvue de tout complexe d'envergure de ce type. Les galeries souterraines, très complexes pour le monument de Djéser, se simplifient pour les deux pyramides suivantes, voire encore plus pour la pyramide numéro 1 de Lepsius si cette dernière est bien à attribuer à Houni.

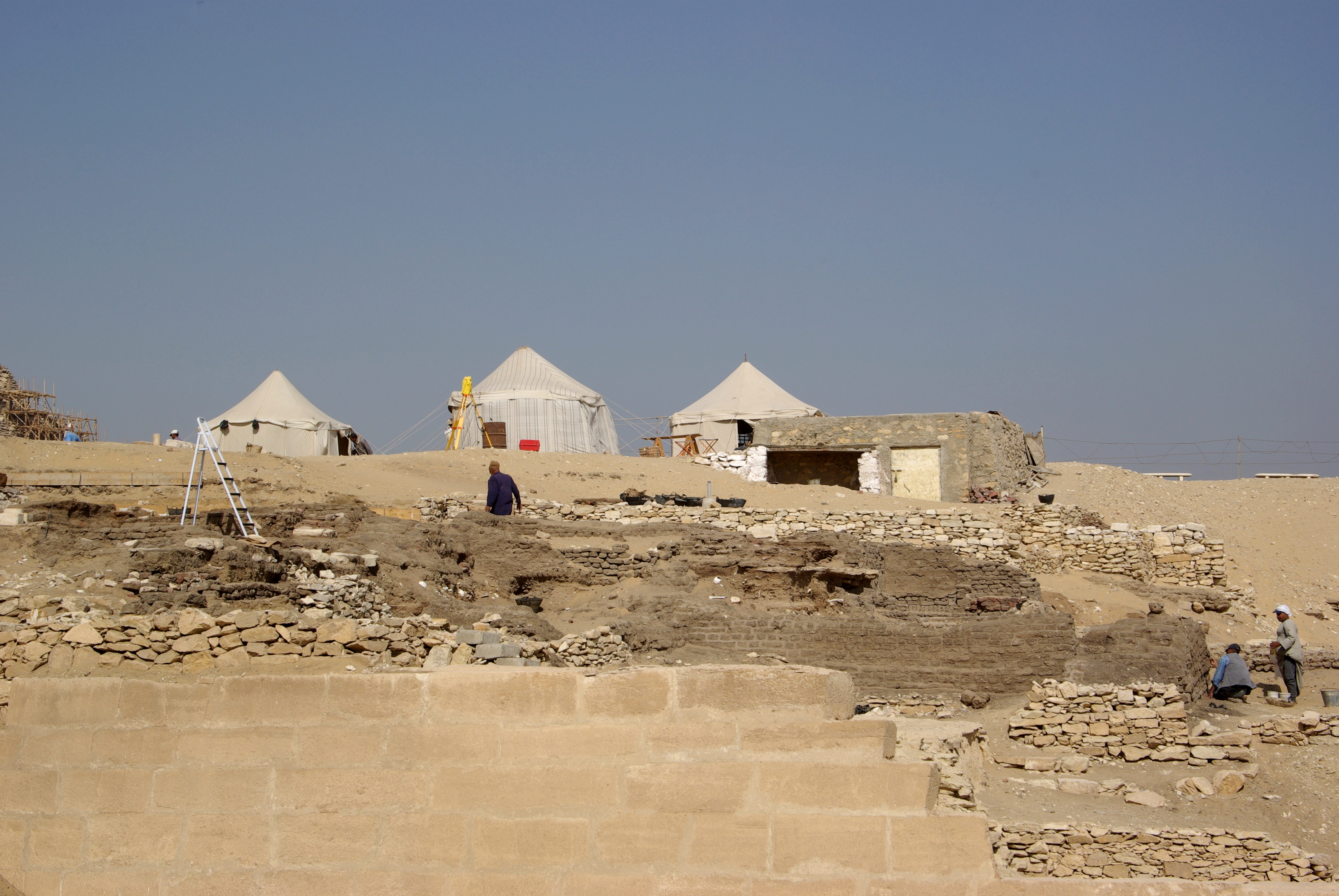
Tombe d'Hésirê à Saqqarah.

Contrairement aux pyramides, les tombes de l'élite restent en brique crue, la pierre ne sera adoptée qu'à partir du règne de Khéops. Pendant la période thinite, les mastabas étaient composés d'un mur de retenue en brique crue et d'un massif en gravats, gravier et sable. Si les mastabas des personnages le moindre importance conservent cette méthode de construction, les mastabas de la plus haute élite sont composés exclusivement de briques crues, se comptant en dizaines de milliers pour les plus grands, comme le mastaba K1 de Beit Khallaf.
La façade des mastabas évoluent également. Deux types existent pendant la Ire dynastie : deux petites niches sur le côté oriental ou une façade de palais tout autour du mastaba. Si le premier type continue sans interruption jusqu'à la IIIe dynastie, le second disparaît au cours de la Ire dynastie avant de réapparaître au cours de la IIIe dynastie, mais cette fois, la façade de palais est cantonnée au côté oriental du mastaba, voire pour la grande majorité d'entre eux, simplement aux niches. Ainsi, la grande majorité des mastaba de la dynastie peuvent être divisée en deux catégories : les mastabas à deux niches simples (dont celle du sud est la plus grande car du côté du caveau) et les mastabas avec une niche en façade de palais pour la niche-Sud (côté caveau donc) et à niche simple pour la niche-Nord. Même pour les mastaba double, l'époux est enterré au sud avec la niche principale, la plus grande, tandis que l'épouse est enterrée au nord avec la plus petite des deux niches. Ces niches, en façade dans un premier temps, sont parfois mis à l'intérieur (les premiers exemples datant de la toute fin de la IIe dynastie) avec un couloir interne parallèle à la façade orientale accessible depuis une porte dans cette même façade. Ces niches, mises à l'intérieur du mastaba, deviennent cruciforme, la niche d'origine constituant désormais le sommet de la croix. Ceci évoluera plus tard en les chapelles bien connues des mastabas de l'Ancien Empire, la niche elle-même devenant la fausse-porte. Par ailleurs, cette niche, si elle était divisée en deux grands types (façade de palais et simple), évoluait également en termes de décoration, avec la création d'un linteau inférieur et d'un tambour juste en dessous, puis d'un panneau rectangulaire ou carré au-dessus du linteau puis d'une architrave au-dessus du panneau. Si la brique crue règne en maître, la niche principale est faite de plus en plus souvent en pierre (bien que le bois soit aussi présent, comme chez Hésirê). La pierre ne se diffusera à toute la chapelle qu'à partir de Snéfrou, avant de se diffuser  à l'ensemble du mastaba sous Khéops.
Une autre évolution est la statue du défunt. Si les plus anciens exemples remontent à des statuettes dans des niches ouvertes dans les tombes de l'élite de la Ire dynastie, la statue est enfermée dans un serdab à partir de la IIIe dynastie, bien que certaines tombes laissaient une petite ouverture placée à hauteur d'yeux. Cette pièce est située de préférence à l'extrémité sud de la chapelle, dans le prolongement du couloir intérieur.
L'accès au caveau évolue beaucoup au cours de la IIIe dynastie. Pendant la période thinite, le caveau était en fait une fosse sur laquelle le mastaba était construit. À partir de la IIIe dynastie, cette fois, le caveau est creusé. Son accès s'effectue alors au travers d'une escalier commençant sur le toit du mastaba. Petit à petit, au cours de la IIIe dynastie, l'escalier fait place au puits vertical intégral, ou au système mixte, c'est-à-dire commençant par un escalier puis finissant par un puits vertical. Dans les mastabas doubles, l'un des accès est un puits intégral tandis que l'autre est mixte. À la dynastie suivante, l'accès devient puits vertical systématiquement. La IIIe dynastie forment donc clairement une étape intermédiaire entre le mastaba thinite et le mastaba classique. Concernant le mobilier funéraire, il est à noter que les tombes thinites étaient pourvues d'importantes collections de vaisselles funéraires ; si cet élément perdure pendant la IIIe dynastie, la quantité diminue, les reliefs de la niche puis chapelle prenant le relais de cette vaisselle qui se réduit à un petit trousseau de vases miniatures en général en travertin.

#### Vases en pierre
La vaisselle en pierre est une production de prestige, à vocation essentiellement sacrée et funéraire, qui date de la Ire dynastie. Ainsi, de nombreux vases ont été découverts dans les tombes royales dès cette époque - ces collections devant être issues des réserves royales stockant à la fois la production du règne mais aussi celles des règnes passés - et les tombes de l'élite, issus de dons du souverain pour ses hauts fonctionnaires ainsi récompensés et piochés en général dans la production du règne. Concernant la IIIe dynastie, on peut penser à la collection découverte dans la galerie principale de la pyramide de Sekhemkhet, mais aussi les dizaines de milliers d'exemplaires retrouvés dans les galeries orientales sous la pyramide de Djéser, livrant des attestations de pratiquement tous les souverains de la période thinite. Concernant l'élite, les tombes de l'élite de la cour de Memphis, situées à Saqqarah ou à Zaouiet el-Aryan, ont livré des dizaines, voire des centaines de vases, tandis que l'élite provinciale en possédait en général moins d'une dizaine (bien que la plus grande tombe de Naga ed-Deir, cimetière de Thinis situé sur la rive orientale, en a livré une vingtaine). Il est à noter que beaucoup de vases en pierre étaient signés au nom du roi ; cette pratique ayant eu cours tout au long de la période thinite semble disparaître au début de la IIIe dynastie (aucun vase au nom de Djéser, Sanakht et Sekhemkhet n'a été découvert) avant de réapparaîre avec Khaba, Houni puis Snéfrou de la IVe dynastie, avant de disparaître définitivement.
Si pendant la période thinite, les formes et les matériaux (près d'une trentaine) utilisés sont variés, ils diminuent au cours de la IIIe dynastie. Concernant les matériaux, si le travertin est de loin le plus représenté, on retrouvait également le calcaire, le basalte, la diorite, le granit, des prophyres, le tuf volcanique (dont le site d'origine se trouve près de la mer Rouge, à près de 200 km du Nil), l'améthyste, le cristal de quartz, le quartzite, la cornaline ou encore le gneiss et divers schistes. Cependant, au cours de la IIIe dynastie, il ne reste qu'un peu moins d'une vingtaine de pierres travaillées, le tuf volcanique, certains porphyres, l'améthyste, le cristal de quartz, le quartzite et la cornaline disparaissant du répertoire. Concernant les formes, si certaines traversent la IIIe dynastie sans être modifiées, comme les coupes cylindriques, d'autres disparaissent et ce dès la fin de la IIe dynastie ou au cours de la IIIe dynastie : on peut noter par exemple les bols à lèvre externe, les coupes à bords carrés et les assiettes à fond arrondi. Toutefois, quelques nouveautés existent dans les divers types de bols, dont un type à épaule et lèvre externe issu directement de la transposition dans la pierre d'un type de céramique nommé « bols de Meïdoum ». La production de vases en pierre diminuent encore plus à partir de la IVe dynastie, le nécessaire funaire n'étant alors constitués que de vases miniatures en travertin.

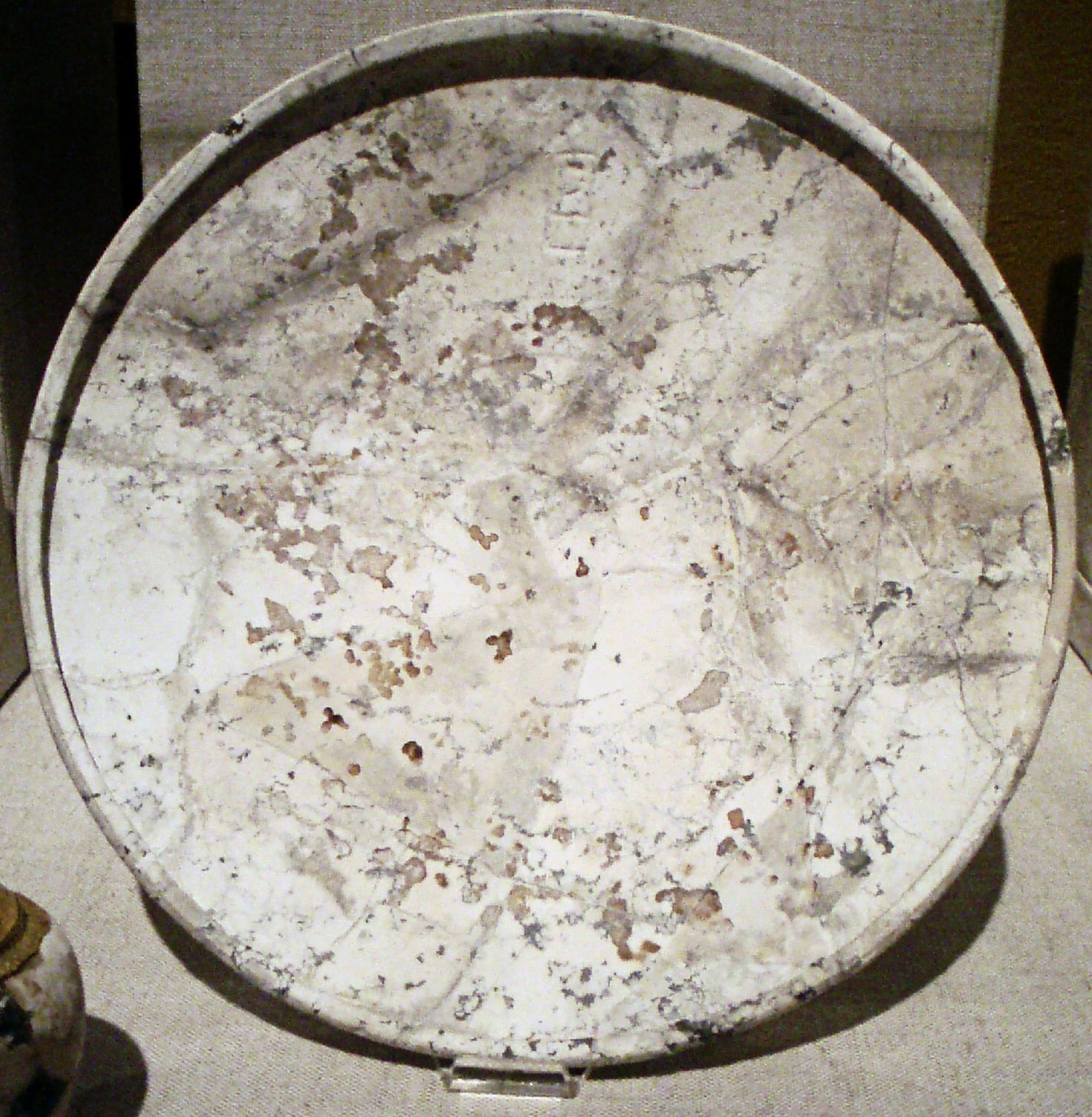
Bol en dolomite portant le serekh de Khâba et découvert dans la tombe Z500 à Zaouiet el-Aryan - Musée des Beaux-Arts, Boston.
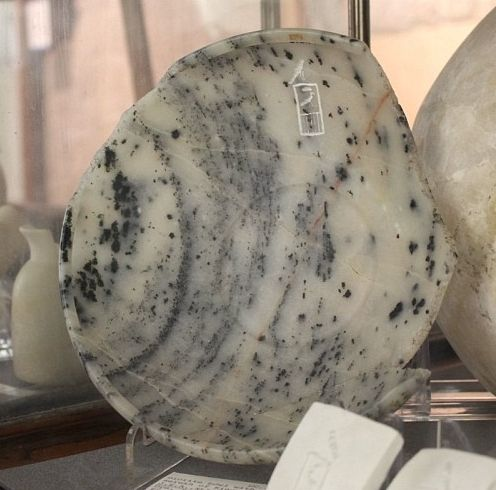
Bol en diorite, numéroté UC-15800 portant le serekh de Khâba sans provenance connue - Musée Petrie, Londres.
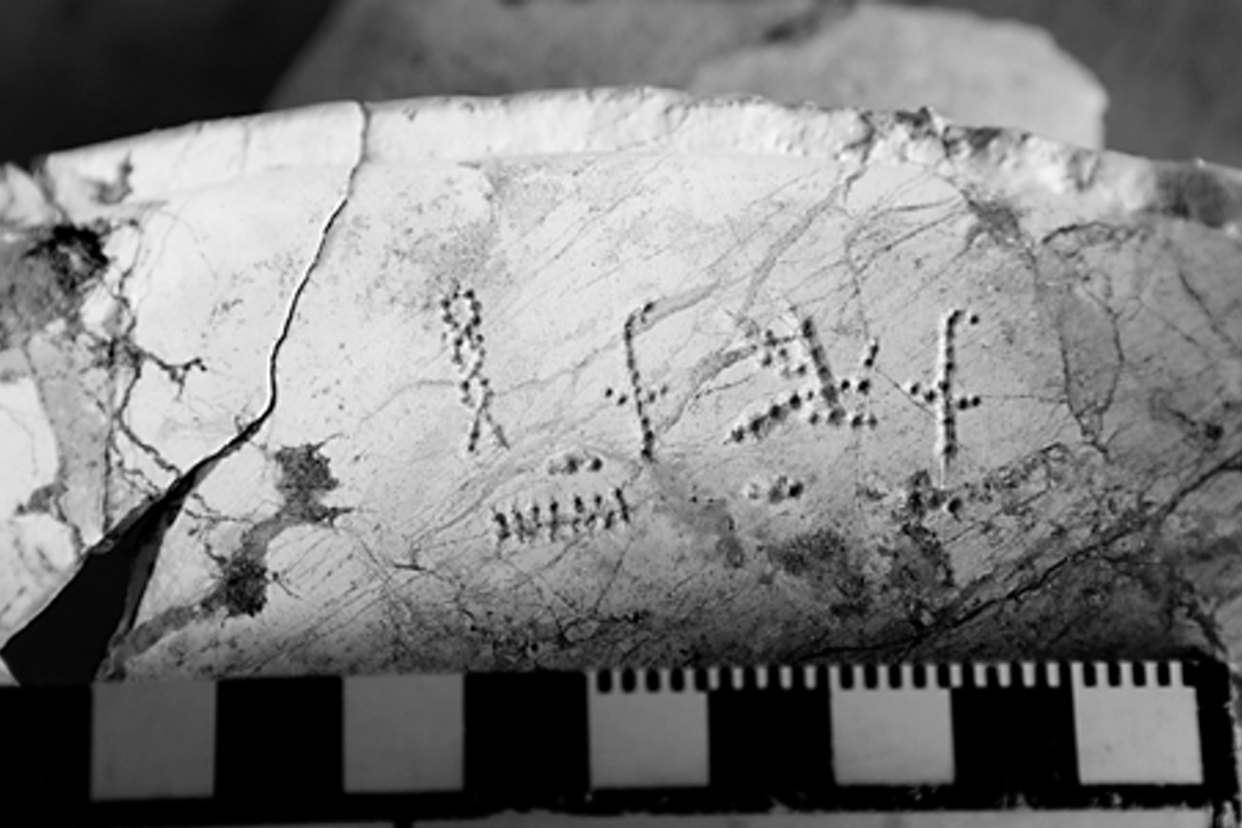
Bol provenant de la tombe AS 54 d'un Haut fonctionnaire, située à Abousir, et porant l'inscription Nesout-bity Nesout-Hou, c'est-à-dire Houni.

#### Statuaire
La statuaire en pierre n'est pas une nouveauté, des exemples datées de la IIe dynastie ayant été découverts. Cependant, un essor de la production semble avoir lieu pendant la IIIe dynastie. Il semble que le règne de Djéser soit un tournant capital, puisqu'il est vraisemblablement l'inventeur du concept de collection statuaire royale, dont les éléments, de petite taille, étaient disséminés dans les bâtiments de son complexe funéraire, se distinguant ainsi des quelques productions retrouvées et qui devaient être disposées dans certains temples dédiés aux grands dieux de la monarchie, dont le temple d'Horus de Nekhen. Cette collection statuaire devait comporter près d'une soixantaine de statues, dont la fameuse statue du serdab et près d'une trentaine de statue dans les chapelle de la cour jubilaire, auxquelles s'ajoutent les piliers osiriaques de l'aile orientale (la dernière chapelle de la rangée occidentale contient même le plus ancien groupe statuaire dont il ne reste que les pieds des quatre personnages représentés). Les statues debout sont approximativement de taille humaine, tandis que les statues assises faisaient environ 1,5 m de hauteur, socle et couronne compris. On peut noter toutefois, dans la myriade de fragments découverts, certains d'entre eux suggèrent des exemplaires colossales.
Certains éléments de la statuaire royale sont propre à cette dynastie et ne seront pas gardés par la suite. On peut noter, pour la statue du serdab de Djéser, qu'elle allie un némès à une lourde perruque à pans latéraux ; dans la statuaire classique, le némès est représenté seul, quant à la perruque, elle disparait des représentations royales par la suite. Une autre statue, dont il ne reste que les pieds, montre le roi debout pieds joints ; cette pose ne sera pas reproduite par la suite, le roi étant représenté dans la pose dite « de la marche », avec la jambe gauche avancée. Selon la reconstitution proposée par Hourig Sourouzian, cette même statue devait arborer en outre trois sceptres ; d'autres statues assises arboraient également le fouet ; or, les statues par la suite seront dénuées de ce type d'éléments, peut-être pour des raisons de fragilité, contrairement aux représentations en relief, non concernées par ce type d'inconvénients. Une autre nouveauté est la représentation d'un groupe statuaire, attesté par un socle sur lequel il ne reste que les pieds de quatre statues, qui pourraient être Djéser, son épouse et ses deux filles.
Cette collection dans le complexe de Djéser semble se limiter à la représentation royale. La statuaire divine n'est limitée qu'à deux exemplaires, aujourd'hui fragmentaires et conservés à Brooklyn (58.192) et à Bruxelles (E 7039), sans provenance connue mais devant se dresser dans des temples provinciaux. Si la pièce de Bruxelles se limite à la tête, la pièce de Brooklyn est plus complète : elle représente un dieu mâle (peut-être Anhour) debout à la forte carrure, au visage déterminé et tenant un poignard à la main droite ; coiffé d'une perruque ronde volumineuse et portant la longue barbe des dieux, il est nu à l'exception d'une ceinture à laquelle est attaché un étui phallique.
La statuaire de l'élite, réservée à quelques privilégiés, la production étant issue des ateliers royaux, prend également son essor. Si seule une vingtaine de pièces ont été découvertes, d'autres exemplaires en bois ont dû exister, mais ce matériau périssable ne nous permet plus de pouvoir les admirer. Cette statuaire comprend des pièces allant de 40 à 80 cm, à l'exception de celles des époux Sépa et Nisiouâ (ou Nésa), faisant respectivement 169 cm et 165,5 cm de hauteur pour Sépa et 154,5 cm de hauteur pour Nisiouâ et aujourd'hui conservées au Musée du Louvre (numérotées respectivement LP 1704, LP 1703 et LP 1702). La pose assise est la plus courante, bien que certaines sont des statues debout (les statues de Sépa et Nisiouâ mais aussi celle dite de la « dame de Bruxelles ») ou agenouillée (statue d'Hetepdief, bien qu'elle puisse dater de la IIe dynastie). En termes de matériau, là où le calcaire est le matériau exclusivement utilisé dans la statuaire royale découverte dans le complexe de Djéser, il ne représente que le tiers des statues de l'élite découvertes, le granit, rouge, gris ou noir en représentant la moitié tandis que le granodiorite représente le reste. Le choix du matériau, en pierre dure difficile à travailler, ne permet pas le détail des représentations en calcaire et rend l'apparence de cette statuaire privée plus lourde, avec un rendu des visages, ovales et à large menton souvent inexpressif, écrasés le plus souvent par une perruque massive. Les corps, pris dans des vêtements enveloppants, aux membres lourds et au modelé empâté, renforce cette impression. Ceci contraste avec la statuaire classique de l'Ancien Empire.
Tout comme la statuaire royale, certains éléments de la statuaire élitaire de la IIIe dynastie sont propres à cette dernière et ne se retrouveront plus par la suite. On peut noter la figuration du siège, qui comporte des pieds renforcés par des arceaux, à l'image des modèles en bois ; a contrario, la figuration classique est un bloc indifférencié. Certains éléments des fonctions ayant été exercées par les personnes représentées sont figurés dans la pierre, comme le grand bâton de commandement de Sépa (aujourd'hui au Louvre), l'herminette d'Ânkhouâ (aujourd'hui à Londres), la double peau de panthère et les éléments d'épaule du prêtre Ânkh (l'une des deux statues se trouvant aujourd'hui à Leyde) et le collier en cartouche du même prêtre Ânkh sur une autre statue (la troisième statue aujourd'hui au Louvre). Si un joueur de flûte est encore représenté avec sa flûte sous le règne de Snéfrou, c'est à partir de ce règne qu'une représentation plus canonique est choisie : l'homme est torse nu, vêtu d'un simple pagne, tandis que la femme est porte une tunique moulante largement décolletée. De même, pour la statue de pose assise, les représentations de la IIIe dynastie montrent la main droite sur la cuisse main ouverte tandis que la main gauche est ramenée sur la poitrine ou plus haut encore ; la statue du prêtre Ânkh aujourd'hui au Louvre montre même le personnage les mains jointes posées sur les genoux. A contrario, la pose classique choisie dans les dynasties suivantes, même si elle existait déjà à la IIIe dynastie mais assez rarement, représente la personne les mains posées sur les cuisses, la main gauche à plat, la main droite poing fermé. Les inscriptions sur les statues sont aussi une différence entre celles de la IIIe dynastie et celles réalisées par la suite : alors que les inscriptions sur ces dernières sont généralement gravées en creux sur le dessus du socle, elles sont, pendant la IIIe dynastie, gravées en bas-relief et peuvent se situer sur les côtés du siège (statue de Metjen), sur le pagne (statue d'Akhetaâ), voire remonter jusqu'aux ornements du cou (statue d'Ânkh du Louvre) ou à l'arrière de l'épaule (statue d'Hetepdief). Ainsi, la statue n'est pas regardée de face mais sur le côté, présentant un profil ayant de grandes affinités avec les représentations en relief qui privilégient justement ce type de vue. Une autre nouveauté de la IIIe dynastie est le groupe statuaire, déjà présent dans la sphère royale et qui s'étend chez les particuliers : on peut noter bien sûr les époux Sépa et Nisiouâ, mais aussi un socle à triple logement découvert dans le serdab de la tombe d'Hésirê et qui devait représenter à l'origine les statue du défunt, de son épouse et d'un enfant du couple.

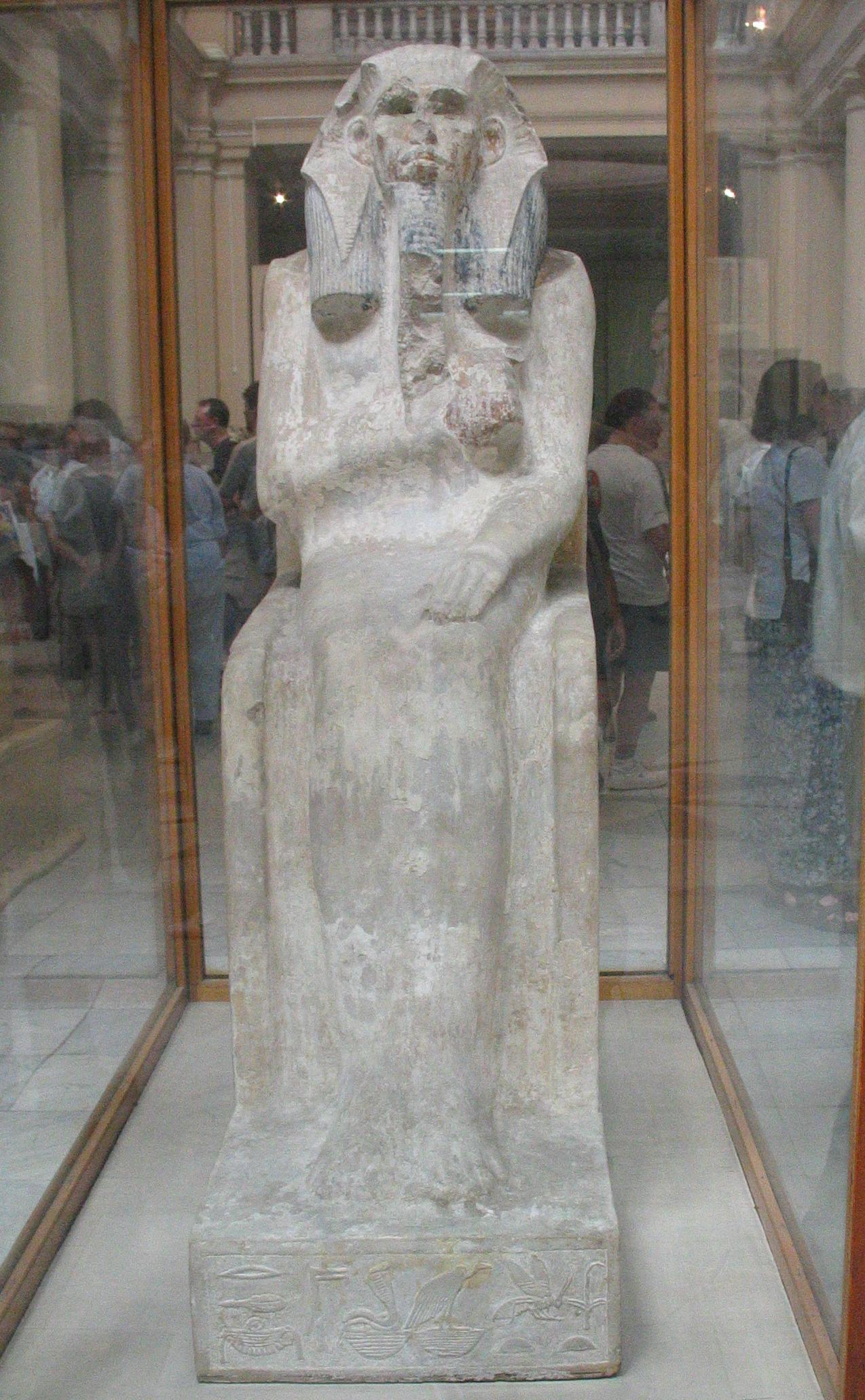
Statue du serdab de Djéser.
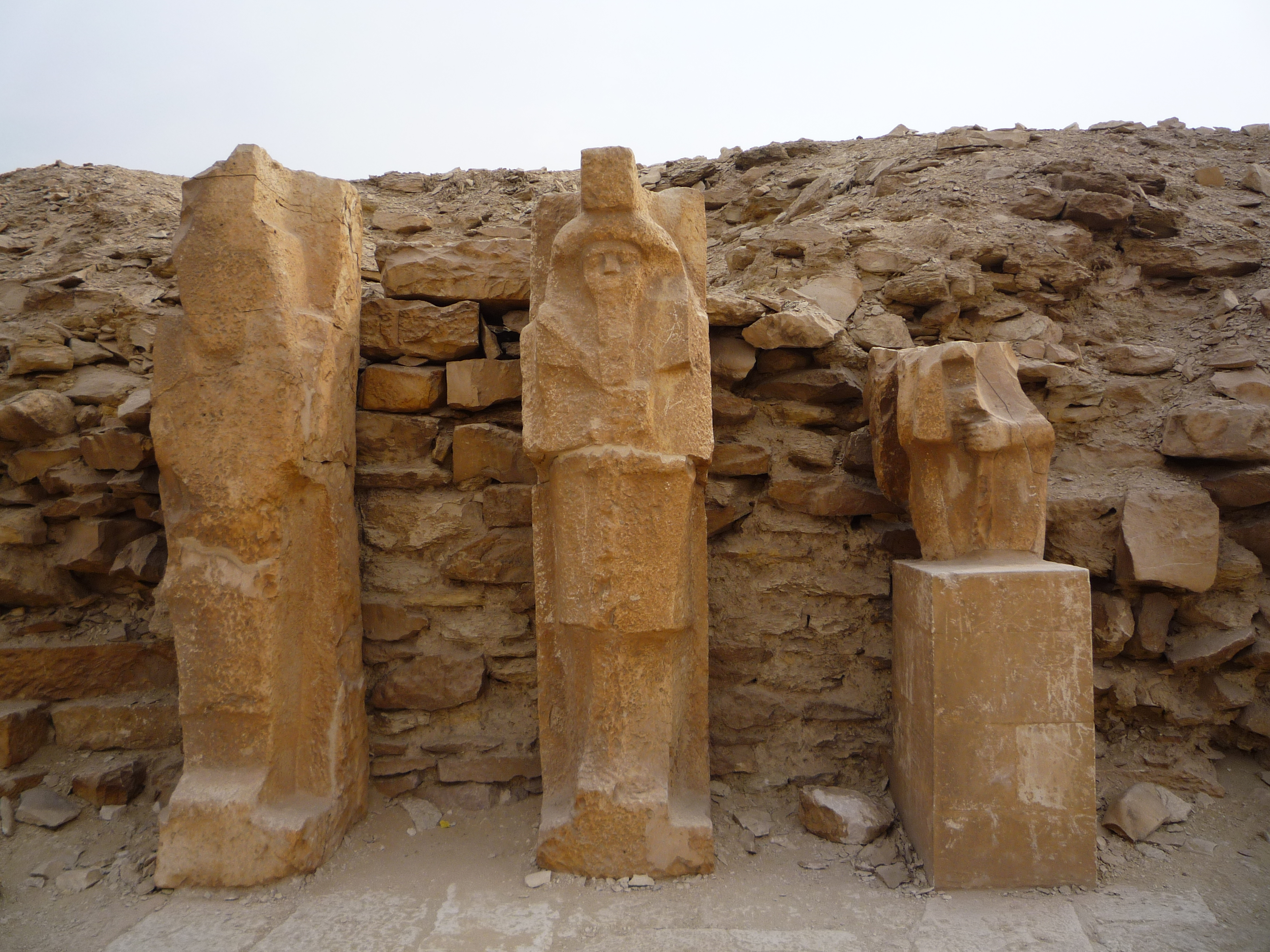
Statues inachevées du complexe funéraire de Djéser.
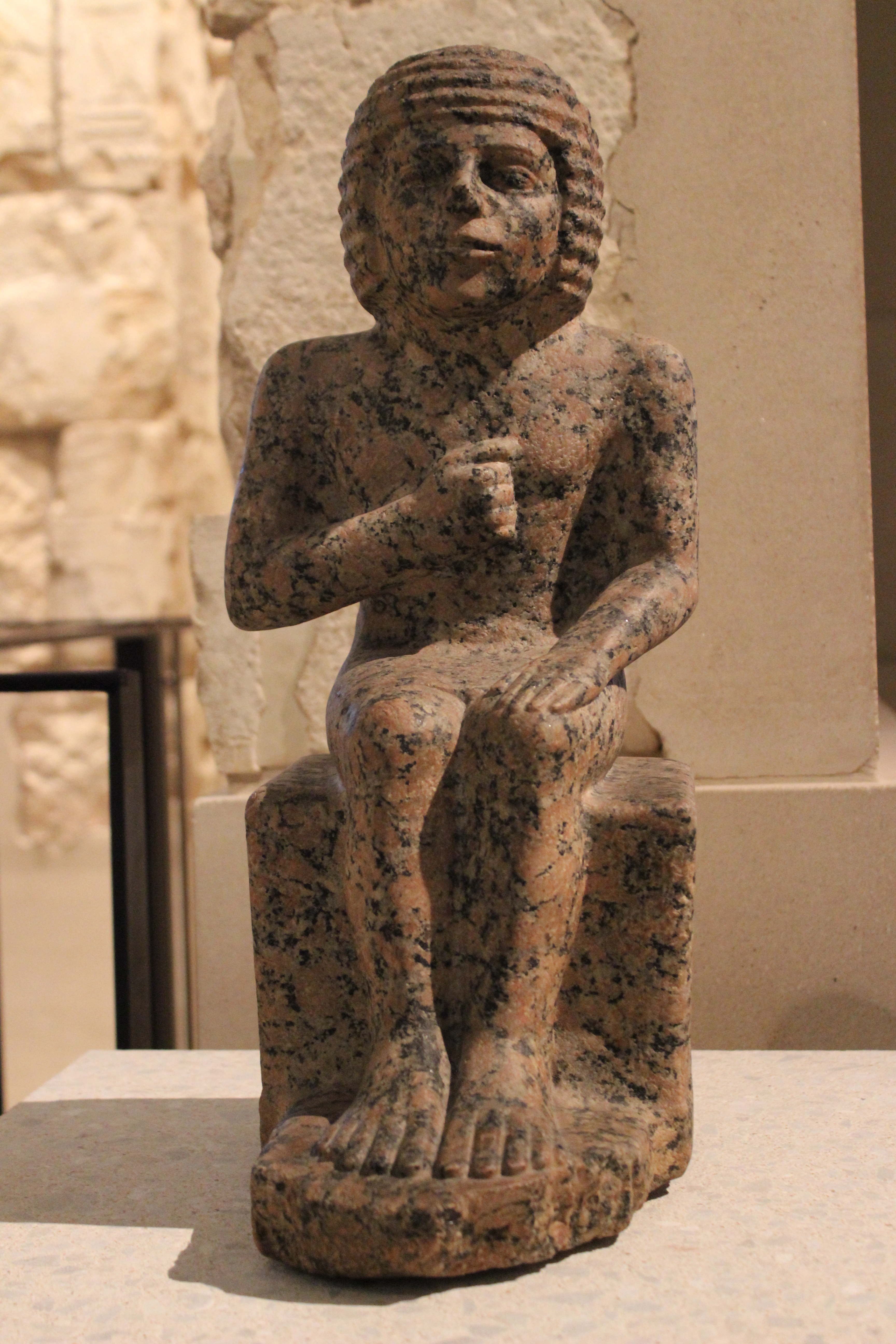
Statue de Metjen - Neues Museum, Berlin (ÄM 1106).
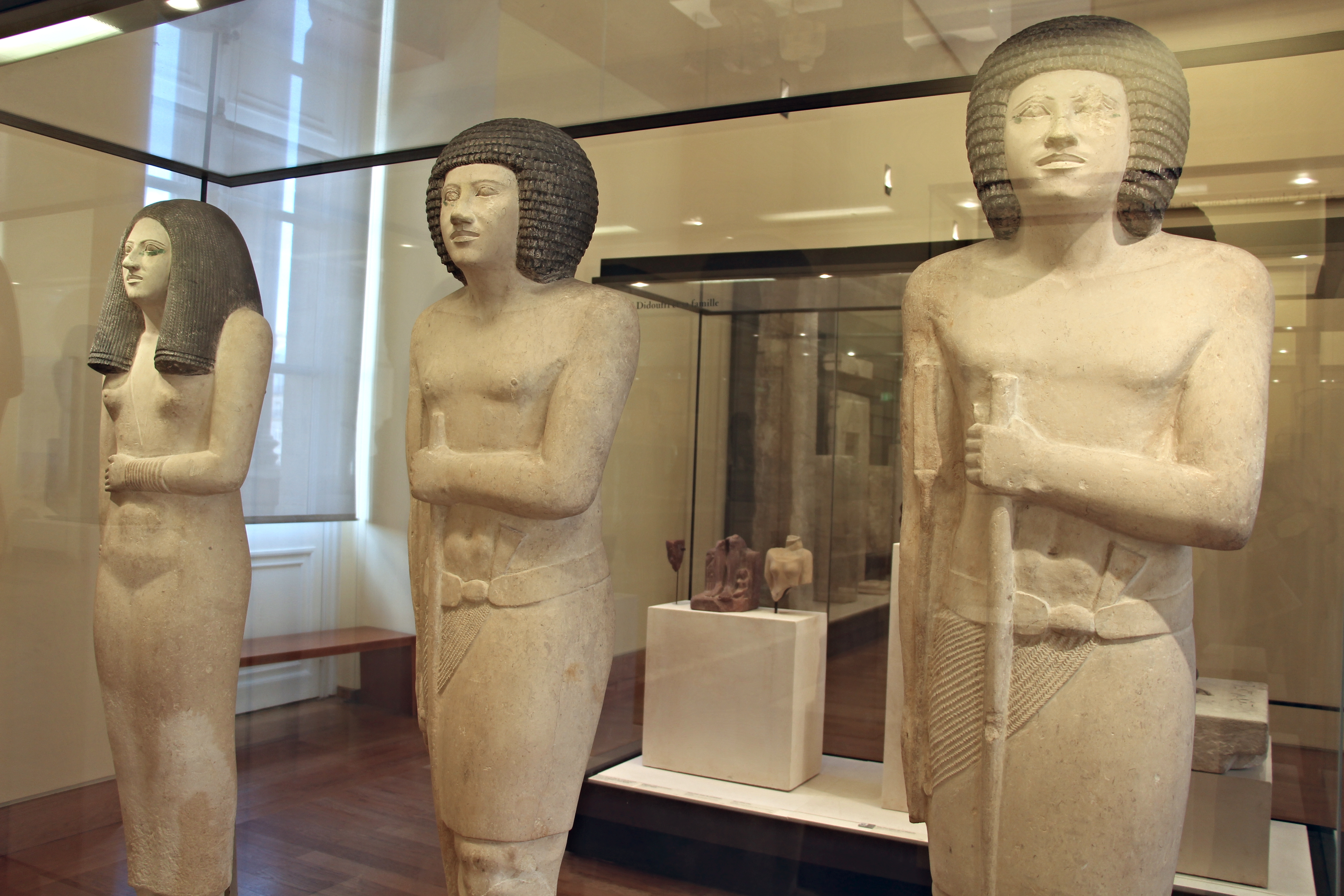
Statues des époux Sépa et Nisiouâ - Musée du Louvre, Paris (de gauche à droite : LP 1702, LP 1703 et LP 1704).
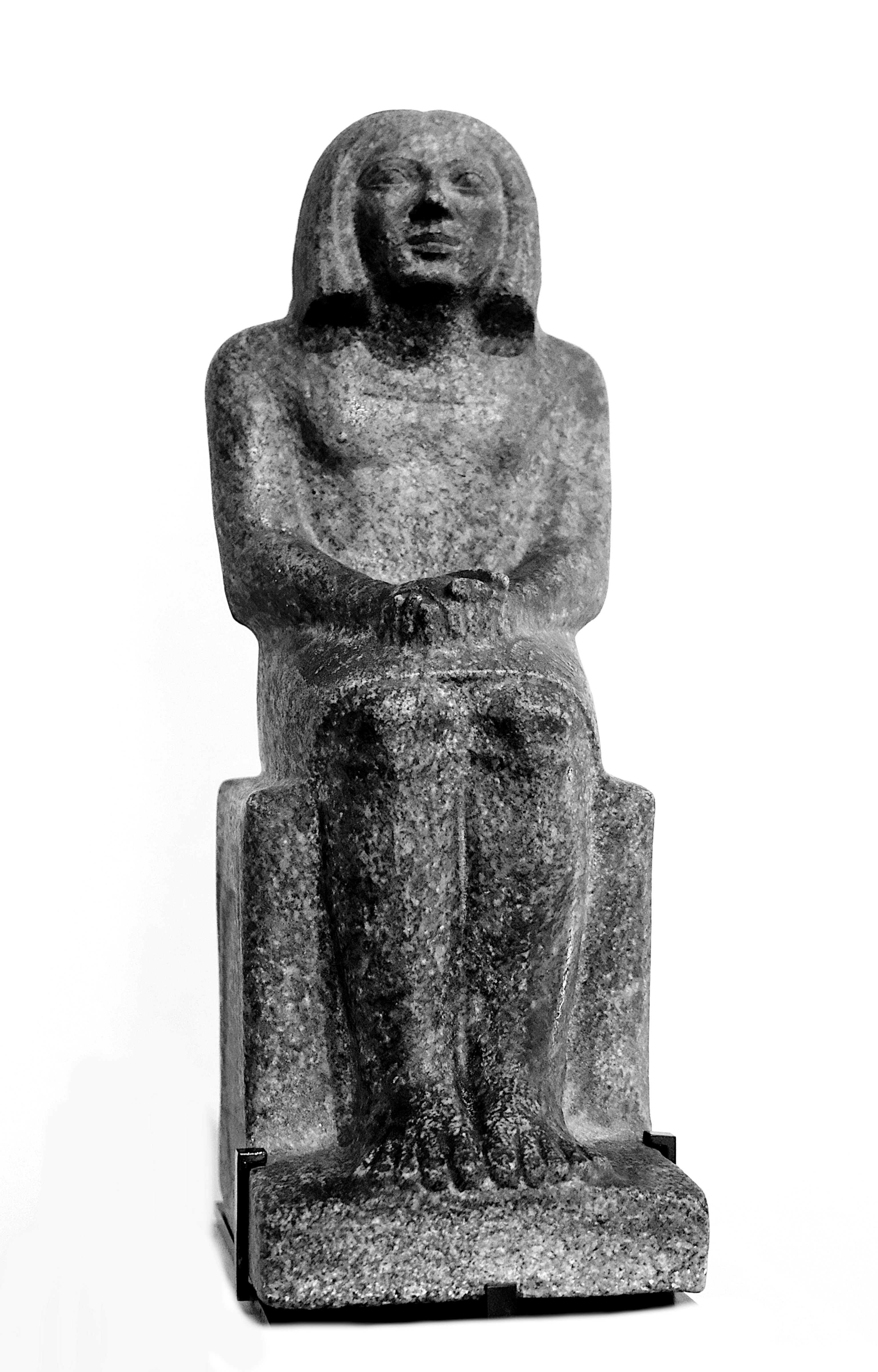
Statue du prêtre Ânkh - Musée du Louvre, Paris (Salt n°3801).
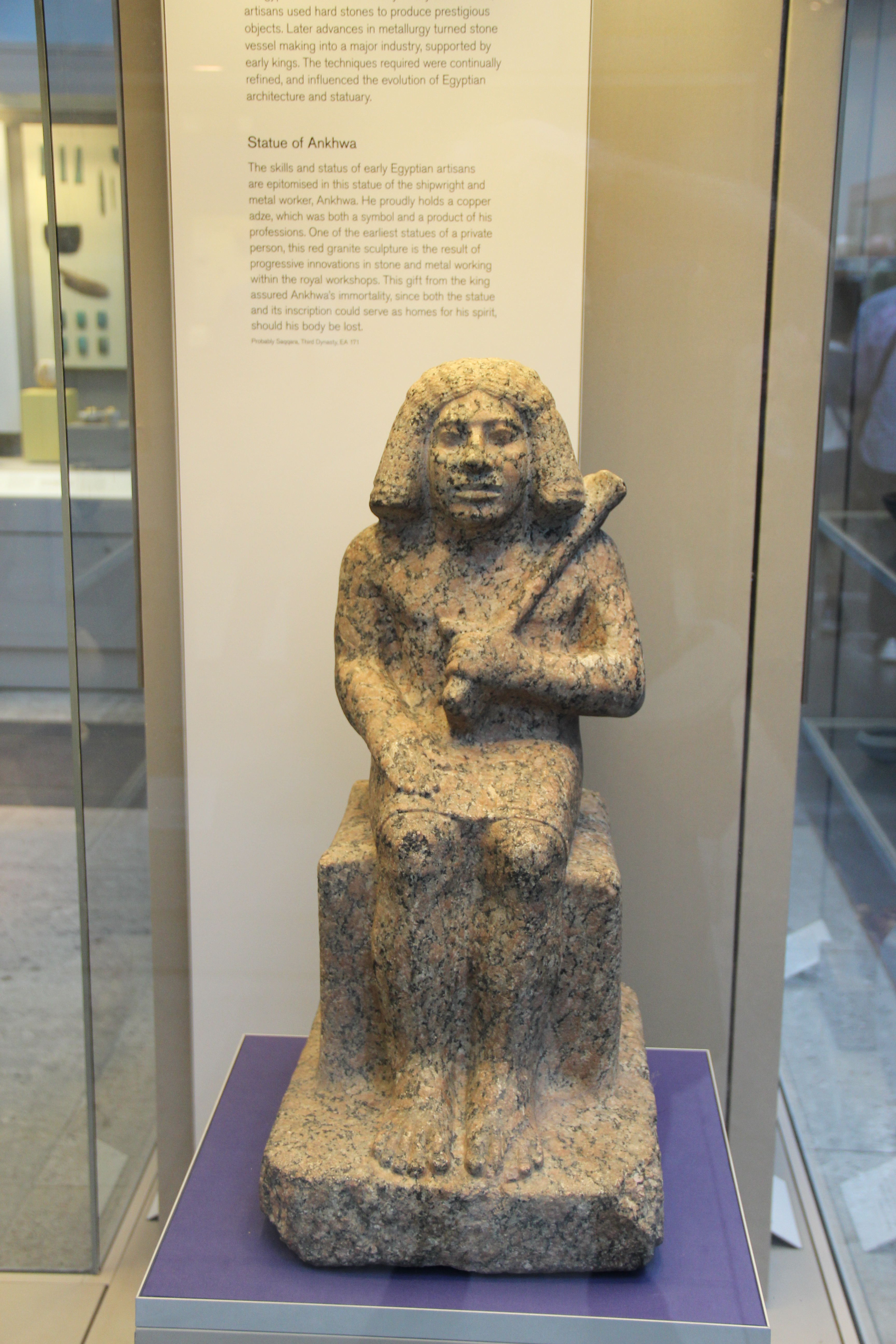
Statue d'Ânkhouâ - British Museum, Londres (EA171).

#### Art en relief
Tout comme la statuaire, la IIIe dynastie a joué un rôle important dans l'évolution de l'art du relief, où un certain nombre d'éléments non canoniques sont encore présents, particulièrement dans les rapports de proportion et le positionnement des éléments de la scène. Cette mise en ordre , déjà perceptible dans la seconde moitié de la IIe dynastie, est particulièrement apparente sur les stèles funéraires où figure la scène du repas : sur la table, les éléments sont désormais calibrés et présentés de manière symétrique, tandis qu'une grille permet d'harmoniser la position des composantes de la longue liste d'offrandes.
L'éventail des attitudes des personnages s'enrichit également : à la pose assise s'ajoute l'attitude debout. Ce changement est peut-être dû à un accroissement de l'espace disponible, autrefois réduit aux petites stèles funéraires rectangulaires, et à présent complétées par les hauts panneaux et les grands montants de la fausse-porte. La représentation unique du personnage laissent place à plusieurs représentations de lui-même, dans des attitudes diverses. Par exemple, sur la petite dalle d'Abneb, le défunt apparaît deux fois : assis et debout. Plus spectaculaire encore, les onze panneaux d'Hésirê représentent le défunt, une fois par panneau, dans des attitudes différentes et des costumes variés. Les représentations, si elles se multiplient, ne représentent que le défunt et non pas l'épouse et les éventuels enfants, contrairement aux tombes des dynasties suivantes où ces représentations seront très souvent présentes. Une exception à la fin de la dynastie est toutefois à noter : il s'agit de la fausse-porte fragmentaire de l'artisan Djedptah, découverte à Saqqarah-Nord, où le défunt en position assise est représenté encadré par deux femmes, peut-être des parentes. 
Tout comme les statues, les représentations en relief font figurer le défunt avec des éléments caractéristiques des fonctions qu'il exerça de son vivant : le nécessaire du scribe pour Hésirê, le collier de grand prêtre pour Khâbaousokar, ornement de tunique en forme de noeud d'Isis pour Akhetaâ, etc. La perruque à tresses et les bracelets multiples d'un personnage représenté sur une stèle découverte dans la nécropole d'Helwan pourraient même montrer des particularités ethniques du défunt.
Cette fois, contrairement aux statues, aux visages ronds, stéréotypés et peu expressifs, s'oppose l'hyperréalisme des représentations en relief. Par exemple, les représentations d'Hésirê le montrent avec des yeux minces, le nez busqué et des lèvres fines, donnant une impression d'austérité et de dureté, voire d'arrogance. Pour Khâbaousokar, il est représenté avec des petits yeux cernés, au nez fort et aux lèvres épaisses, donnant une apparence brutale au visage. Quant à son épouse Néferhétep-Hathor, elle est représentée avec un visage décharné et anguleux, des pommettes saillantes, le front bas, le nez droit et plat et un menton prognathe, conférant à l'ensemble une expression de sévérité. Ce réalisme tranche avec l'expression de douceur des visages juvéniles et peu différenciés de la IVe dynastie et qui arborent un léger sourire. Ce mouvement est toutefois déjà amorcé à la fin de la IIIe dynastie, comme le montre le visage angélique d'Akhetaâ. De même, au corps aux proportions normées des dynasties suivantes s'oppose le corps individualisé de la IIIe dynastie : par exemple, Hésirê est un homme mince, voire maigre, tandis que Khâbaousokar est représenté massif, avec un ventre bedonnant et où son épouse Néferhétep-Hathor est par contre représentée très maigre et le sein tombant. Dans tous les cas, l'artiste s'est appliqué à travailler les détails anatomiques les plus insignifiants, de la pliure du genou de l'un au modelé du ventre de l'autre.
Quant au portrait royal, il est représenté avec une expression d'une grande sévérité : nez fort et prognathisme de Djéser, œil oblique et nez busqué de Sanakht traduisent une image volontaire et sans concession de la monarchie. Contrairement aux particuliers, le relief et la statuaire royale se ressemblent donc dans cette sévérité.

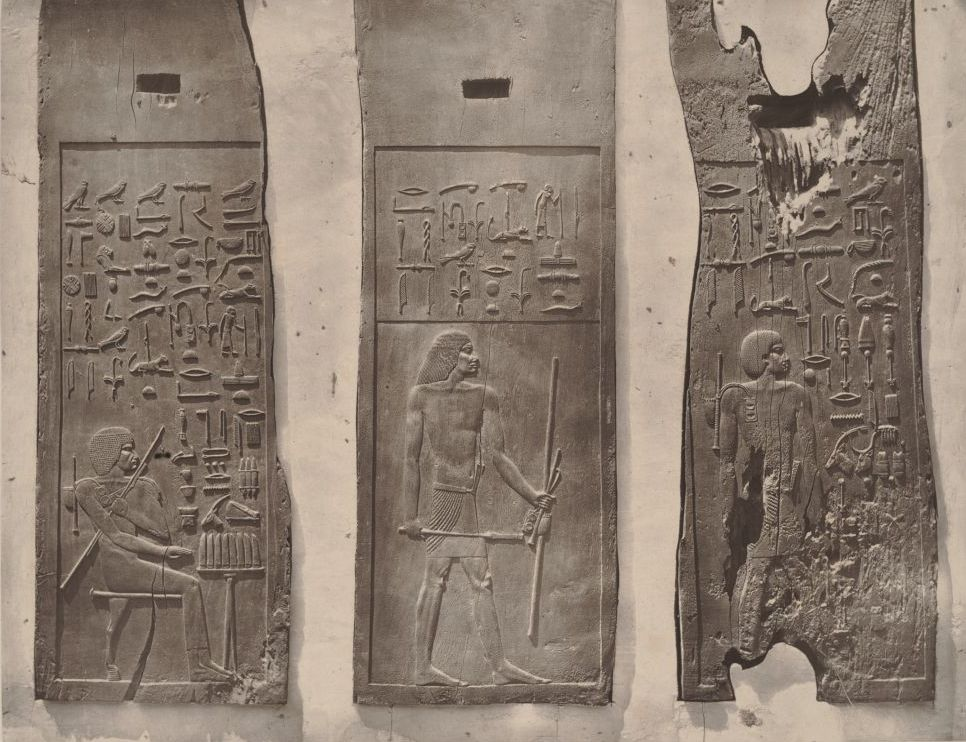
Reliefs montrant Hésirê avec son nécessaire à scribe - Musée du Caire (de gauche à droite : CG1428, CG1427 et CG1426).
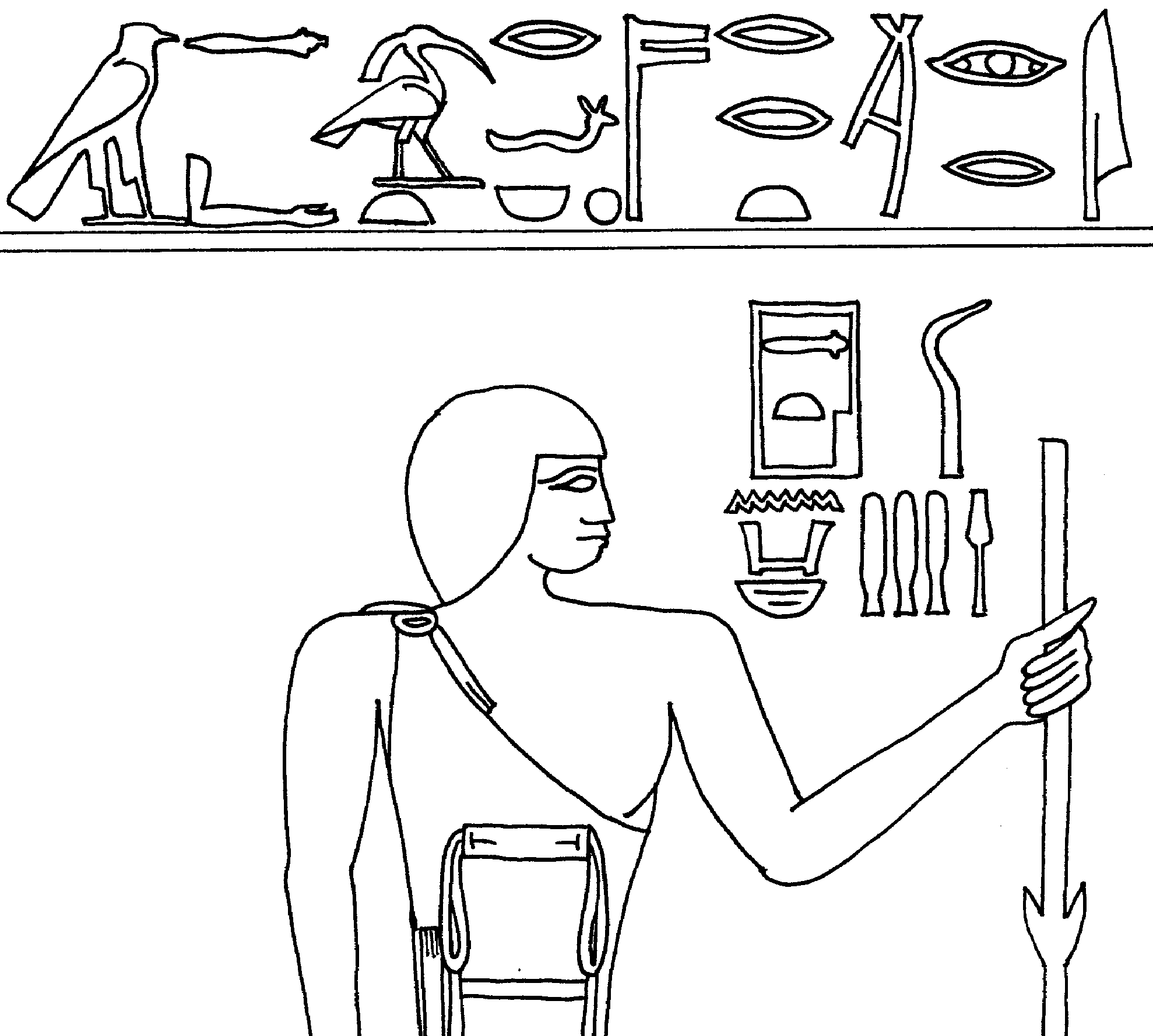
Relief montrant Akhetaâ avec sa tunique en forme de nœud d'Isis - Musée du Caire (CG1430).
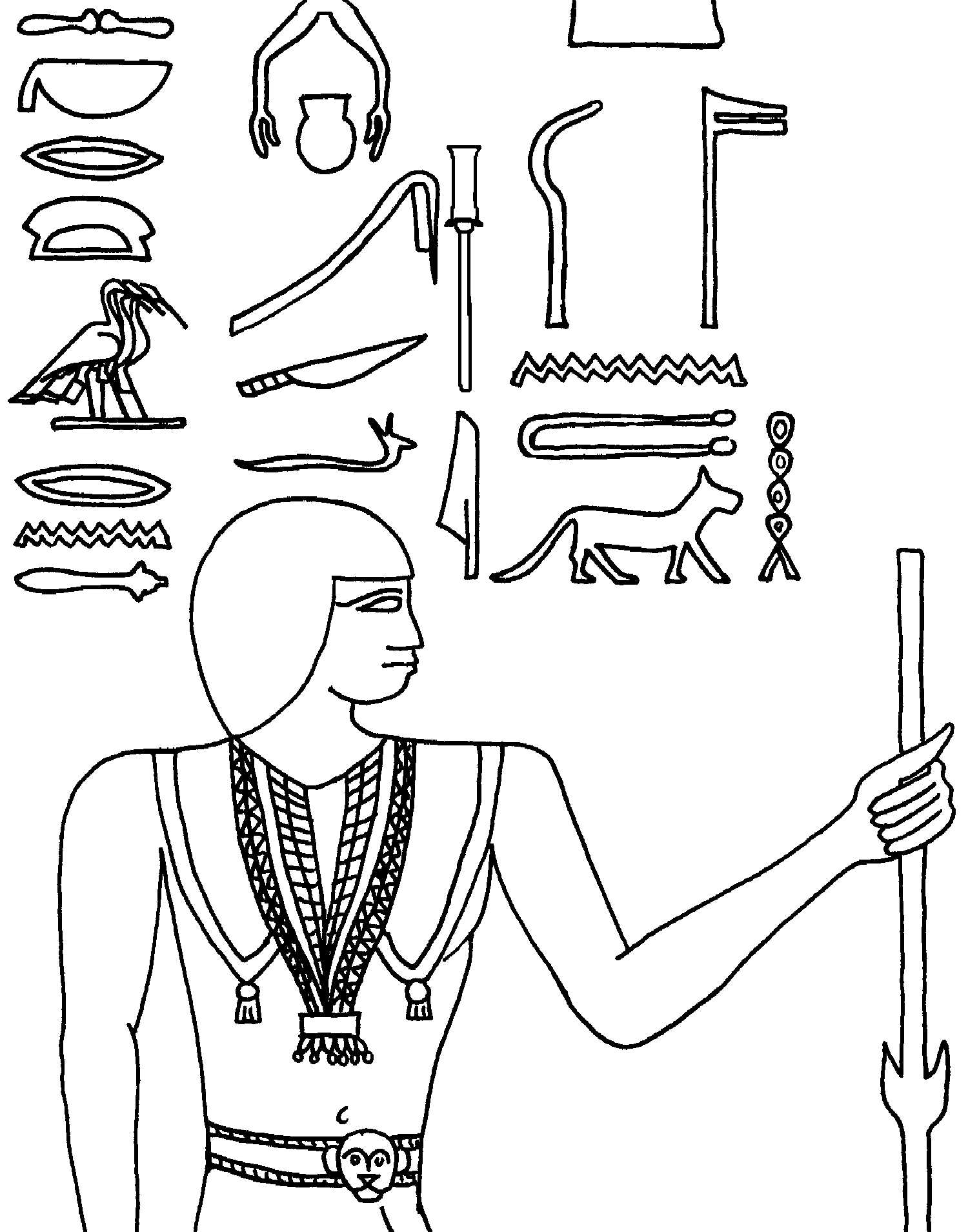
Relief de Khâbaousokar.
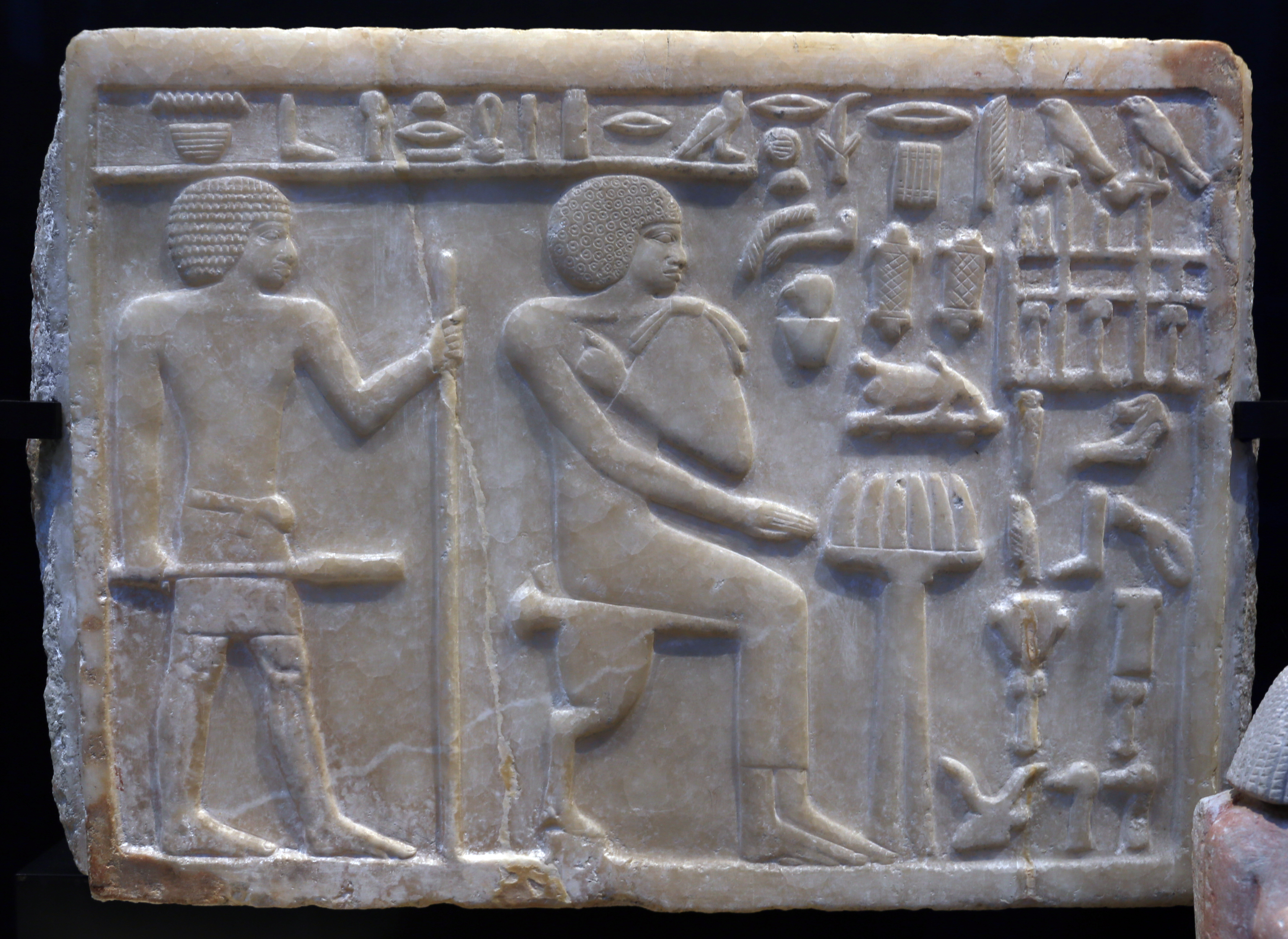
Stèle d'Abneb - Rijksmuseum van Oudheden, Leyde.
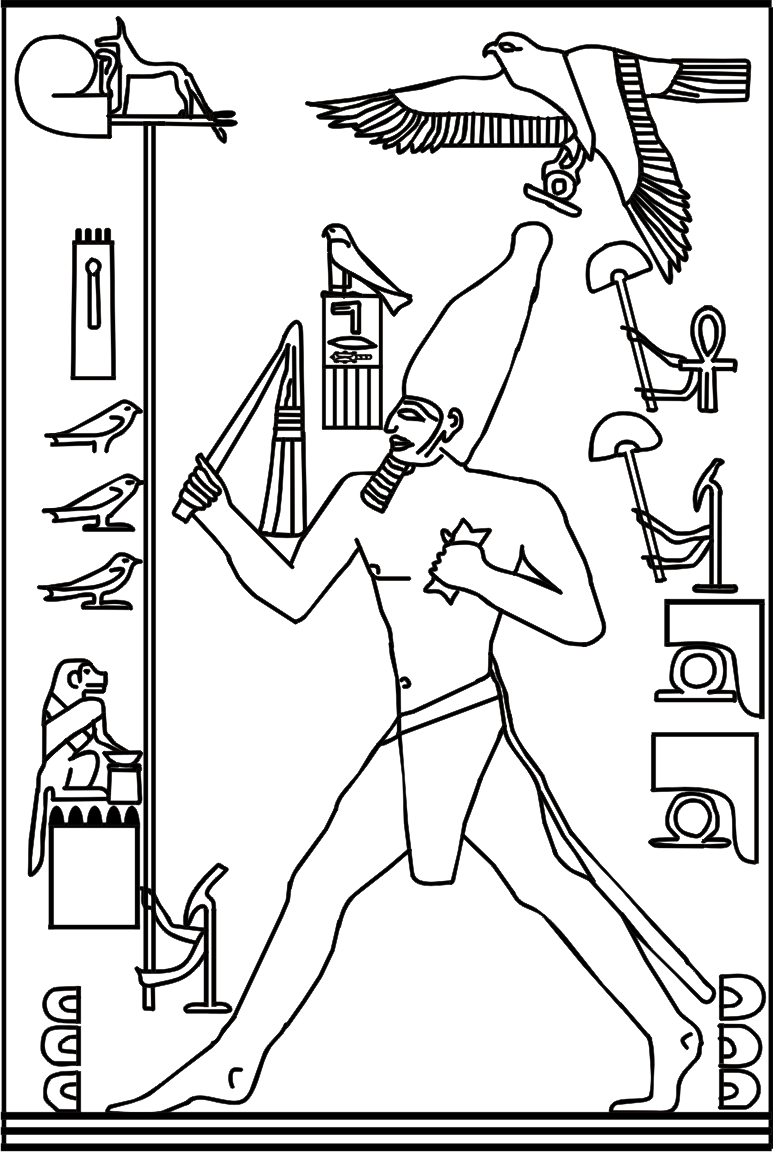
Panneau de Djéser le représentant effectuant la course rituelle au palais blanc et provenant des galeries sous la pyramide du roi.
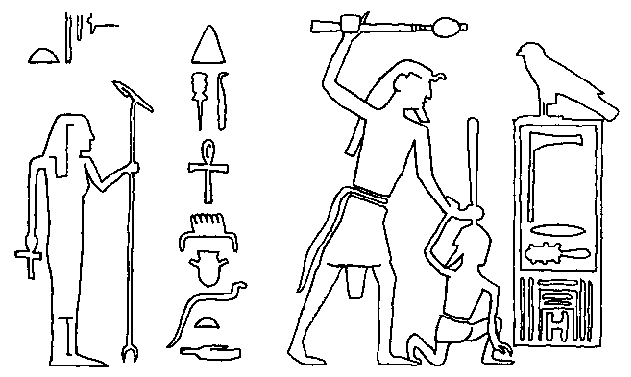
Dessin du relief de Djéser dans le Ouadi Maghara.
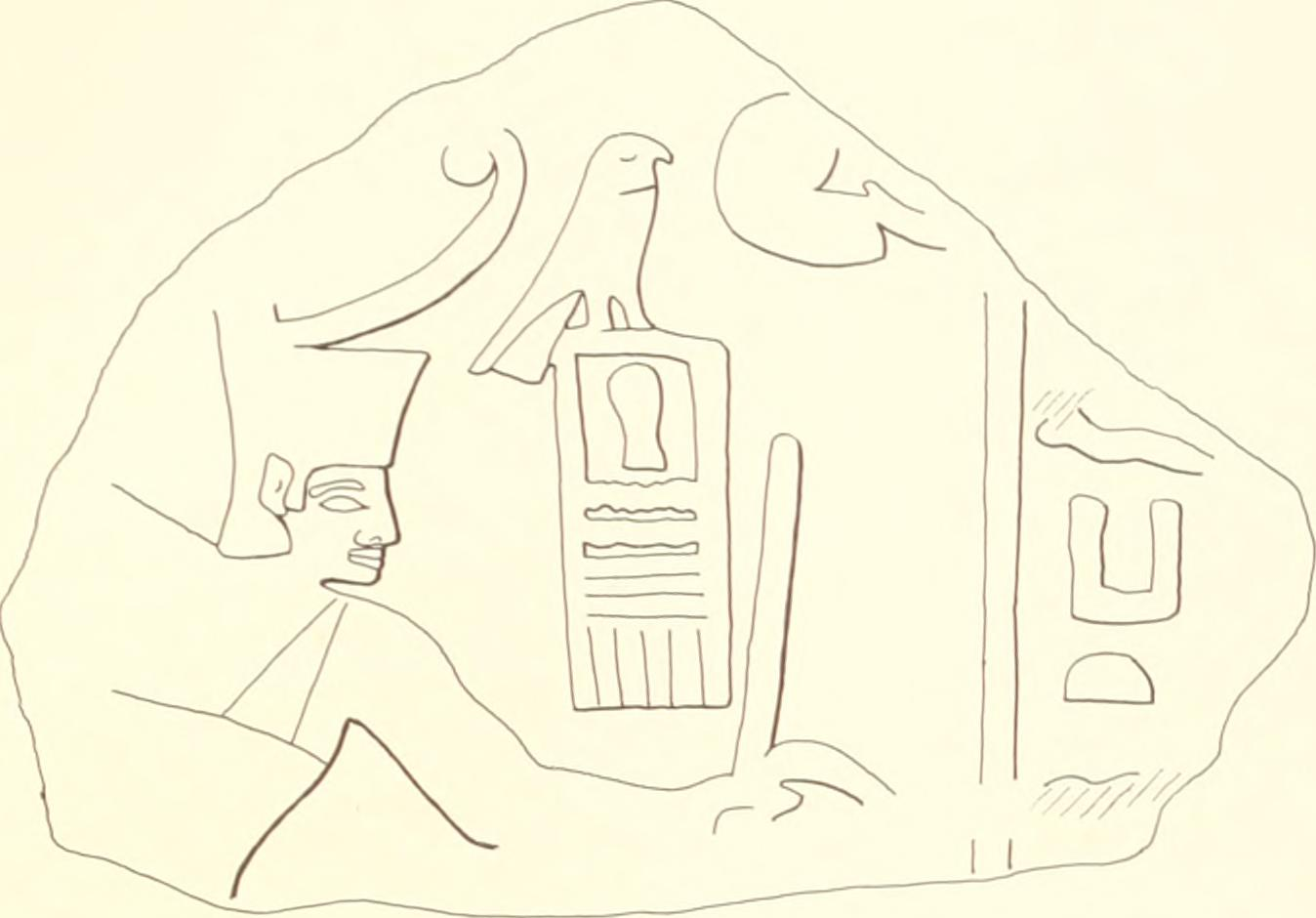
Relief de Sanakht portant la couronne rouge et provenant du Ouadi Maghara.
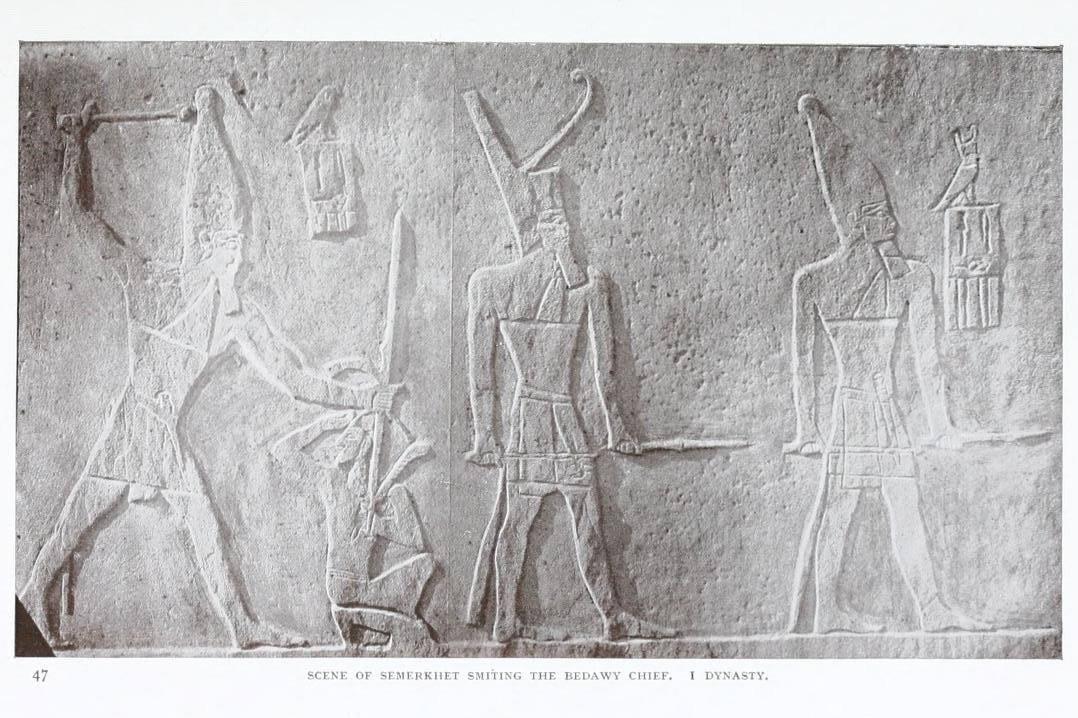
Relief de Sekhemkhet provenant du Ouadi Maghara, avant la destruction des deux serekhs.

#### Céramique
La céramique, qui, contrairement aux productions précédentes qui concernant la royauté et l'élite, concernent cette fois toute la population, montre que la IIIe dynastie est une période de changement dans la continuité, à la fois héritière de la période thinite, et augurant l'Ancien Empire classique. La grande nouveauté de la période, crée au crépuscule de la IIe dynastie, est la jarre ovoïde grossière à bord oblique et sans lèvre marquée. Cette jarre restera un élément caractéristique de l'Ancien Empire. À ce précurseur s'ajoutent, dans un second temps, certaines formes au destin parfois court parfois plus long. On peut noter ce que les égyptologues nomment les « bouteilles à col », forme ovoïde fermée dont le haut col est marqué d'un rebord à la base. Ce sont aussi des bols grossiers à fond plat et rebord intérieur sous la lèvre ainsi que des bols carénés à engobe rouge soigneusement poli nommés « bols de Meïdoum ». Si les formes évoluent, c'est aussi la répartition de ces formes qui change. Ainsi, la céramique grossière, dont les jarres à bière et les moules à pains, prennent une part de plus en plus importante, et ce sur l'ensemble du territoire, comme le montrent les fouilles d'Éléphantine et de Bouto.